# Naruto (Manga)
Naruto (jap. NARUTO -ナルト-) ist eine weltweit erfolgreiche Mangareihe des japanischen Mangaka Masashi Kishimoto, die von 1999 bis 2014 erschien und ebenfalls als Animeserie umgesetzt wurde. Die Sammelbände haben sich bis September 2014 weltweit mehr als 200 Millionen Mal verkauft, davon 130 Millionen allein in Japan. Auf dem Manga basieren mehrere Romanreihen, Computerspiele, Original Video Animationen und Filme.
Seit 2016 erscheint die Fortsetzung Boruto: Naruto Next Generations, die ebenfalls als Anime adaptiert wurde.
Die Handlung spielt in einer fiktiven Welt, die hauptsächlich aus der Sicht von Ninjas des Dorfes Konohagakure dargestellt wird. Hauptfigur ist der junge Ninja Naruto Uzumaki, dessen Weg, ein Erwachsener und oberster Ninja seines Dorfes (Hokage) zu werden, verfolgt wird.

## Inhalt

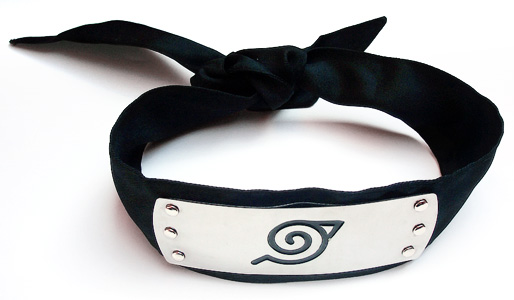
Ninjas in Naruto tragen Stirnbänder mit den Symbolen ihrer Dörfer darauf. Hier das Symbol Konohagakures auf dem Kopf stehend.

### Welt
Die Welt, in der die Geschichte um den jungen Ninja Naruto spielt, besteht aus vielen Feudalstaaten und ist stark asiatisch/japanisch geprägt. Technologisch ist sie nicht besonders weit entwickelt. Es existieren weder Autos noch Eisenbahnen, auch keine modernen Waffen. Dafür ist aber rudimentäre Elektronik (primitive Fernseher und Computer) bekannt. Politisch bestimmend sind fünf Großmächte: das Feuerreich, das Windreich, das Erdreich, das Blitzreich und das Wasserreich.
Einige Ninja-Familien leben in den sogenannten „versteckten Dörfern“, die wegen der vielen Krieger, die sie beherbergen, für die einzelnen Staaten von großer militärischer Bedeutung sind. Die fünf größten dieser Dörfer werden von jeweils einem „Kage“ (影, Schatten) geführt. Diese sind der Hokage (火影, „Feuerschatten“), Kazekage (風影, „Windschatten“), Mizukage (水影, „Wasserschatten“), Raikage (雷影, „Blitzschatten“) und Tsuchikage (土影, „Erdschatten“). Der Hokage ist der Anführer des Dorfes Konohagakure (木ノ葉隠れの里, „Dorf unter den Blättern“). Jedes der Dörfer, ob mit oder ohne Kage, hat ein Symbol, das die Herkunft der jeweiligen Ninjas erkennen lässt und zumeist auf einem Stirnband getragen wird.
Die Dörfer nehmen verschiedene Aufträge von Fürsten oder Privatleuten an, die von ausgewählten Ninjas ausgeführt werden. Die Verteilung der Aufgaben erfolgt nach dem Rang der Ninjas, sodass Ninjas mit geringer Qualifikation die einfacheren Aufgaben erhalten. Die Aufträge werden in fünf Kategorien eingeteilt und reichen von einfachen Haushaltshilfen (D-Rang) bis zu Attentaten (A-Rang oder S-Rang). Die Dörfer finanzieren sich durch die Ausführung der Aufträge.

#### Rangordnung
Unter den Ninjas gibt es verschiedene Ränge. Kinder, die noch nicht auf die Ninja-Akademie gehen, sind zunächst noch Anwärter. Mit dem Besuch der Akademie, auf der Grundkenntnisse vermittelt werden, werden sie zu Akademieschülern. Nach dem Abschluss einer Prüfung werden sie Genin (下忍). Sie werden einem Ausbilder anvertraut und führen einfache Aufträge aus.
Um ein Chūnin (中忍) zu werden, müssen die jungen Ninjas die Chūnin-Auswahlprüfung absolvieren. Diese findet zweimal im Jahr statt und bedarf gewisser Voraussetzungen, wie acht erfolgreich absolvierter Missionen und einer Empfehlung des Ausbilders. Die Prüfung ist zugleich ein Wettbewerb zwischen den Dörfern und soll deren Stärke demonstrieren. Chūnin werden als Anführer von Ninja-Gruppen, als Ausbilder in der Akademie eingesetzt, oder mit Verwaltungsaufgaben betraut.
Über ihnen stehen die Jōnin (上忍), die die Elite jedes Dorfes darstellen. Sie beherrschen viele Kampftechniken und werden zur Ausbildung von Genin eingesetzt.
Neben diesen Haupträngen gibt es noch weitere Arten von Ninja: So die ANBU (暗部, kurz für: 暗殺戦術特殊部隊, Ansatsu Senjutsu Tokushu Butai), die eine Spezialeinheit darstellen und direkt dem Kage unterstehen. Sie jagen Straftäter unter den Ninjas, führen aber auch militärische Aktionen und Attentate durch. Sie tragen weiße Masken, die Tiergesichtern ähneln, um unerkannt zu bleiben. Des Weiteren gibt es zum Beispiel noch Iryōnin (医療忍, „Medizin-Ninjas“), Koch-Ninjas oder Kurier-Ninjas.
Außerhalb der Ninja-Ränge stehen die Nuke-Nin (抜け忍, dt. „abtrünnige Ninja“). Sie sind Kriminelle, nach denen gefahndet wird. Akatsuki (暁, „Morgendämmerung“) ist eine Verbrecherorganisation, die vor allem aus besonders mächtigen abtrünnigen Ninja besteht. Das Markenzeichen von Akatsuki sind ihre schwarzen Mäntel, auf die rote Wolken gestickt sind, Ringe mit unterschiedlichen Symbolen aus der chinesischen Astrologie (zum Beispiel Tori = Hahn, der Ring von Deidara) und das durchgestrichene Symbol ihres ehemaligen Dorfes auf ihrem Stirnband.
Die Oii-Ninja sind ausschließlich Jagd-Ninja, die die Nuke-Nin jagen, töten und deren Körper gänzlich vernichten, damit keine Informationen über das Dorf, Kekkei Genkai (Bluterbe bzw. erblich bedingte Fähigkeiten) oder Jutsus (Techniken) an andere Ninjas und/oder Dörfer kommen. Denn der Körper eines Shinobis speichert sämtliche Geheimnisse auch noch nach dem Tod. Ein weiterer Grund Nuke-Nins auszulöschen ist, dass sie zu anderen, eventuell sogar feindliche, Dörfern überlaufen könnten und die Sicherheit des Heimatdorfes/-reiches bedrohen.

#### Techniken
In Naruto werden die Fähigkeiten oder Techniken (術, jutsu) eines Ninja in vier wesentliche Arten unterteilt, die bei jedem Ninja unterschiedlich ausgeprägt sind. Für die meisten dieser Techniken wird „Chakra“ benötigt. Jeder Ninja verfügt über Chakra des Körpers und des Geistes, welche er mittels Konzentration und Übung für die Techniken einsetzen kann. Dieses Chakra kann in fünf verschiedenen, den Elementen zugeordneten, Arten (Feuer, Wasser, Erde, Wind, Blitz) auftreten und ist für viele Techniken unabdingbar.
Die Ninjutsu (忍術, „Ninjatechnik“) geben dem Anwender durch Verwendung seines Chakra besondere Fähigkeiten, die er ansonsten nicht besitzt. Die Konzentration des Chakras geschieht durch Handzeichen. Bei Genjutsu (幻術, „Täuschungstechnik“) wird das Chakra verwendet, um Illusionen hervorzurufen. Diese können zu psychischem, aber auch physischem Schaden beim Gegner führen, da alle fünf Sinne beeinflusst werden. Taijutsu (体術, „Kampftechniken“) sind für den Nahkampf bestimmt und beruhen auf Körperkraft und -beherrschung. Für diese Art von Jutsu wird nicht unbedingt Chakra benötigt, jedoch können talentierte Ninjas Chakra in die entsprechenden Körperteile fließen lassen, um die Effektivität zu steigern.
Neben diesen drei grundlegenden Jutsu-Varianten, die nahezu jeder Ninja mehr oder weniger ausgefeilt beherrscht, wird im Verlauf der Serie noch eine vierte Jutsu-Art bekannt, die Sen-Jutsu, bei deren Anwendung ein Ninja neben dem körpereigenen Chakra noch Chakra aus seiner natürlichen Umgebung konzentrieren kann. Dies zu beherrschen ist äußerst schwierig, weshalb es nur sehr wenige Ninjas gibt, denen dies gelingt. Nach dem Tod von Jiraiya ist Naruto der letzte Ninja in Konoha, der das Sen-Jutsu beherrscht.
Einige Ninja-Clans verfügen zudem über besondere Fähigkeiten, die außerhalb der Blutlinien der Familien nicht vorkommen. Diese Eigenschaften heißen Kekkei Genkai. Beispiele für solche Eigenschaften sind das Sharingan des Uchiha-Clans, das Byakugan der Hyūga oder Kimimaros Fähigkeit, seinen Knochenbau zu verändern (屍骨脈, Shikotsumyaku) oder auch die Fähigkeit, mehrere Elemente (Seihitsu) zu einem neuen zu fusionieren. Diese Fähigkeiten sind äußerst effektiv und kraftvoll, weil kein anderer diese Technik beherrscht und damit der Überraschungseffekt bleibt.

### Handlung

#### Vorgeschichte
12 Jahre vor dem Beginn des Mangas wird das Ninja-Dorf Konohagakure (kurz Konoha) vom Kyūbi, einem nahezu unbesiegbaren neunschwänzigem Fuchsungeheuer, angegriffen. Dem vierten Hokage Minato Namikaze gelingt es, durch Opferung seines eigenen Lebens, diesen Dämon im Körper seines eigenen Sohnes Naruto zu versiegeln und damit die Zerstörung des Dorfes zu verhindern. Die Führung des Dorfes übernimmt nach Minatos Tod der vorherige Hokage Hiruzen Sarutobi und verbietet den überlebenden Zeugen des Angriffs per Gesetz und unter Strafe, anderen von Narutos Bürde zu erzählen, was allerdings die Folge hat, dass die Erwachsenen des Dorfes, entweder bewusst oder unbewusst, eine Abneigung Naruto gegenüber empfinden und ihn meiden. Naruto wächst in Einsamkeit auf und setzt es sich als Lebensziel, selbst Hokage zu werden, um von den Dorfbewohnern akzeptiert zu werden.

#### Beginn von Narutos Ninja-Laufbahn
In der Ninja-Akademie ist Naruto der schlechteste Schüler der Klasse. Außerhalb der Akademie stellt er viel Unsinn an und ist eine Plage für das Dorf. Die erste Hürde, den Abschluss der Ninja-Akademie, nimmt er nur unter großen Schwierigkeiten. Als Genin wird er zusammen mit Sakura Haruno und Sasuke Uchiha einer Dreiergruppe zugeteilt, die vom Jōnin Kakashi Hatake ausgebildet wird. Naruto ist in Sakura verliebt, diese schwärmt jedoch für den eher verschlossenen Sasuke. Diese Gruppe, Team 7, wird mit zunächst einfachen Aufgaben betraut, um dabei Zusammenarbeit zu lernen und neue Techniken zu erwerben. Dabei kommt es zu einer schwierigeren Mission, bei der Naruto, Sakura und Sasuke ihre ersten echten Kampferfahrungen gegen zwei verstoßene Ninja sammeln.

#### Die Chūnin-Prüfung und die Invasion Konohas
Als bald eine neue Chūnin-Prüfung ansteht, schlägt Kakashi sein Team zur Beförderung vor. Auch Kurenai Yūhi und Asuma Sarutobi schlagen ihre Teams vor. Die drei Konoha-Teams werden von vielen als zu jung betrachtet, nehmen aber trotzdem an der Prüfung teil. Von den älteren Konoha-Ninjas nimmt unter anderem das Team von Maito Gai   teil. Auch aus den anderen Dörfern treffen Genin zur Prüfung ein: Aus dem Dorf des Sandes (砂隠れ, Sunagakure) kommt ein von Baki geleitetes Team bestehend aus Gaara, Temari und Kankuro. Der erste Teil der Prüfung ist ein theoretischer Test, den alle Teammitglieder bestehen müssen, um den zweiten Teil zu erreichen. Dann müssen die Teams durch den Wald des Schreckens. Dort kommt es zu den ersten Kämpfen zwischen den Kandidaten und Narutos Gruppe trifft das erste Mal auf den abtrünnigen Ninja Orochimaru. Er will sich an seiner früheren Heimat Konoha und dessen Hokage rächen. Ihm gelingt es, Sasuke während des Kampfes zu verfluchen. Der dritte Teil der Prüfung ist das große Finale: Ein Kampf vor großem Publikum, darunter viele Fürsten. Hier stehen die jungen Ninjas nur noch für sich selbst ein; die Teamphasen sind beendet. Da viele Teams den zweiten Teil der Prüfung erfolgreich bestanden haben, finden Vorentscheidungskämpfe statt.
Das Finale wird jedoch durch eine Invasion von Orochimaru und Ninjas aus Sunagakure unterbrochen, die sich gegen Konoha verbündet haben. Sasuke und Naruto kämpfen mit Gaara, der Shukaku, ein Monster vergleichbar mit Kyūbi, in sich trägt. Nach langem Kampf gelingt es Naruto schließlich, Gaara zu besiegen und auch Orochimaru und seine Verbündeten können aus dem Dorf vertrieben werden. Durch den Kampf wurde das Dorf schwer verwüstet und der dritte Hokage ist im Kampf gegen Orochimaru gestorben. Als sich rausstellt, dass Orochimaru ihren Kazekage ermordet und seinen Platz eingenommen hat, um Konoha anzugreifen, beenden die Ninjas aus Sunagakure den Kampf. Orochimaru schwört, trotz seiner Niederlage das Dorf zu zerstören und plant, Sasuke auf seine Seite ziehen. Er will dessen Körper übernehmen, da sein bisheriger Körper im Kampf mit einem unheilbaren Fluch belegt wurde.

#### Die Suche nach Tsunade und Sasukes Flucht
Nach der Bestattung des dritten Hokage soll sich Jiraiya, ein Schüler des verstorbenen Hokage und einer der legendären San-Nin, auf die Suche nach einem Nachfolger für den Posten des Hokages machen. Jiraiya selbst lehnt diesen Titel ab und will Tsunade hierfür gewinnen. Sie ist neben Orochimaru und ihm selbst die dritte der San-Nin. Auf dieser Suche begleitet ihn Naruto, der von Jiraiya auf der Reise trainiert wird. Tsunade wird bald gefunden, ist aber zunächst unwillig Hokage zu werden. Erst nach einem Kampf zwischen Orochimaru, der Tsunade um die Heilung seiner Arme ersucht, und Jiraiya entscheidet sich Tsunade den Posten des Hokage anzunehmen. Währenddessen tauchen in Konoha zwei Männer in schwarzen Umhängen mit roten Wolken auf, dem Markenzeichen der Akatsuki. Einer der beiden ist Itachi Uchiha, Sasukes Bruder. Die Akatsuki wollen Naruto entführen, da sie an der Macht des Kyūbi in ihm interessiert sind. Die beiden können Kakashi und Guy besiegen, doch scheitern mit ihrem Plan, da Naruto nicht im Dorf ist.
Frustriert von seinen Niederlagen und Narutos Fortschritten entschließt sich Sasuke, Orochimarus Angebot anzunehmen und sich von ihm trainieren zu lassen. So flieht er mit vier Gefolgsleuten Orochimarus aus Konoha. Naruto macht sich mit Chōji Akimichi, Shikamaru Nara, Neji Hyūga und Kiba Inuzuka auf, um Sasuke zurückzuholen. Allerdings stellen sich Orochimarus Gefolgsleute den Fünf entgegen. Nur mit der Unterstützung von Rock Lee und der Ninjas aus Sunagakure, das wieder Verbündeter Konohas ist, können sie besiegt werden. Naruto kann Sasuke im Tal des Endes stellen und es kommt zum Kampf, an dessen Ende Naruto verliert und Sasuke entkommt. Daraufhin begibt sich Naruto auf eine zweieinhalbjährige Reise mit Jiraiya, auf der er weiter trainiert, um der Organisation Akatsuki und Sasuke gewachsen zu sein.

#### Narutos Rückkehr und Gaaras Rettung
Zweieinhalb Jahre nach Sasukes Flucht kehrt Naruto nach Konoha zurück. Dort muss er feststellen, dass er als letzter seiner Freunde noch Genin ist. Zusammen mit Sakura und Kakashi bildet er das neue Team Kakashi. Unterdessen tauchen zwei weitere Mitglieder von Akatsuki in Sunagakure auf: Sasori und Deidara. Sie entführen Gaara, der mittlerweile Kazekage des Dorfs ist, wobei Deidara im Kampf einen Arm verliert. Das Dorf des Sandes bittet Konoha um Hilfe und so rücken Team Kakashi und Team Guy aus, um Gaara zu befreien. Gemeinsam mit Chiyo, einer alten Suna-Kunoichi, nimmt man die Spur von Gaara auf. Derweil treffen sich in einer Höhle die restlichen Mitglieder von Akatsuki. Alle neun Mitglieder führen ein Jutsu durch, bei dem der Shukaku von Gaaras Körper getrennt wird. Während der Verfolgung erfährt Chiyo, dass Naruto genau wie Gaara ein sogenanntes Jinchūriki ist, da auch er einen Dämon in sich trägt. Es gibt in der Ninja-Welt insgesamt neun Dämonen. Der Shukaku ist der Ichibi, der Dämon mit einem Schwanz, während der neunschwänzige Kyūbi die meisten Schwänze hat. Alle neun Dämonen wurden immer wieder militärisch von den Ninja-Dörfern genutzt, indem sie in Personen, den Jinchūriki, eingeschlossen wurden.
Bald stellen sich Itachi und Kisame dem Team Kakashi und Team Gai entgegen. Die beiden sind schnell besiegt, jedoch handelte es sich nicht wirklich um Itachi und Kisame, sondern lediglich um Diener der Akatsuki, denen ihr Aussehen gegeben wurde. Als die Teams die Höhle erreichen, ist es bereits zu spät: Die Extraktion von Shukaku ist gelungen und Gaara bereits tot. In nachfolgendem Kampf besiegen Chiyo und Sakura Sasori, während Deidara seinen zweiten Arm verliert, aber es schafft, Naruto und Kakashi zu entkommen. Mit einem Jutsu gelingt es Chiyo nach dem Kampf, Gaara auf Kosten ihres eigenen Lebens wieder zum Leben zu erwecken.

#### Kampf gegen Akatsuki und Wiederauftauchen Sasukes
Der sterbende Sasori gab Sakura den Hinweis, dass er sich in einigen Tagen mit einem Spion treffen wollte, den er bei Orochimaru eingeschleust hat. Tsunade beschließt, das Team Kakashi zum Treffpunkt zu schicken. Da Kakashi aufgrund des Kampfes angeschlagen ist, wird er von Yamato ersetzt. Als viertes Mitglied des neuen Team Kakashi kommt Sai hinzu. Am Treffpunkt, der Brücke zwischen Himmel und Erde treffen sie Kabuto, der von Sasori gesandte Spion und engster Vertrauter Orochimarus. Kurz darauf erscheint Orochimaru und es kommt zu einem Kampf zwischen ihm und Naruto, wobei der Kyūbi in Naruto erwacht und sich in einer Form manifestiert, in der Naruto nicht mehr Herr seiner Kräfte ist. Orochimaru kann entkommen und wird dabei von Sai begleitet, der eine Nachricht für ihn hat. Naruto kann derweil gerade noch von Yamato zurückgehalten und gerettet werden. Die Gruppe nimmt die Verfolgung auf und es gelingt ihnen, in das Versteck Orochimarus einzudringen. Nach kurzer Zeit treffen Naruto und Sasuke aufeinander. Allerdings lehnt es Sasuke weiterhin ab, mit Naruto nach Konoha zurückzukehren.
In der Zwischenzeit kämpfen zwei weitere Akatsuki-Mitglieder – Hidan und Kakuzu – gegen das Jinchūriki des Dorfes unter den Wolken und besiegen dieses. Nach der Extraktion des Dämons, einer zweischwänzigen Katze, wenden sie sich Richtung Konoha. Sie werden von einem Team unter der Leitung von Asuma gestellt, der im folgenden Kampf getötet wird. Naruto hat währenddessen mit Kakashi und Yamato trainiert und bricht mit einer Gruppe unter Shikamaru auf, um Asuma zu rächen. Im Kampf können beide Akatsuki-Mitglieder unschädlich gemacht werden. Sasuke gelingt es derweil, Orochimaru zu töten, bevor sich dieser seines Körpers bemächtigen kann. Er bildet im Anschluss mit drei Dienern Orochimarus die Gruppe Hebi (蛇, Schlange). Ziel dieser Gruppe ist die Tötung von Itachi. Gleichzeitig brechen die restlichen Akatsuki-Mitglieder, Hebi und ein Team der Konoha-Ninja auf, um sich gegenseitig zu bekämpfen. Dabei sprengt Deidara sich im Kampf gegen Sasuke selbst in die Luft, was Sasuke jedoch überlebt. Nicht weit entfernt erhält Naruto von Kabuto ein Buch mit den geheimen Plänen von Akatsuki.
In Amegakure zeigt sich nun erstmals der vermeintliche Anführer der Akatsuki, Pain. Gemeinsam mit seiner Partnerin Konan trifft er auf Tobi, der sich bei dieser Gelegenheit als ein Mitglied des Uchiha-Clans zu erkennen gibt. Tobi gibt Pain den Befehl, Naruto zu finden und zu entführen. Kurz darauf erreicht Jiraiya Amegakure und es kommt zum Kampf zwischen ihm und Pain, bei dem Jiraiya Pain als seinen ehemaligen Schüler Nagato erkennt. Es gelingt Jiraiya gerade noch, eine verschlüsselte Botschaft zu hinterlassen, bevor er an den Folgen des Kampfes mit Pain stirbt. An anderer Stelle treffen Sasuke und Itachi aufeinander. Während des Kampfes zwischen den Uchiha-Brüdern erfährt Sasuke vom angeblichen Plan Itachis, Sasukes Sharingan-Augen zu übernehmen, um ebenso mächtig wie der ehemalige Clanführer Madara Uchiha zu werden. Jedoch stirbt Itachi am Ende des Kampfes vor Erschöpfung.

#### Sasukes neues Ziel und der Angriff Pains
Als Tobi vom Ausgang des Kampfes der Uchiha-Brüder erfährt, reist er zum Kampfort, bringt den bewusstlosen Sasuke in seine Gewalt und versteckt ihn. Er erklärt Sasuke die Geschichte des Uchiha-Clans, der vor 80 Jahren mit dem zuvor verfeindeten Senju-Clan das Dorf Konoha gründete. Unter dem ersten Hokage, der gleichzeitig der Anführer des Senju-Clans war, verloren die Uchihas jedoch schnell an Einfluss. Es kam zum Kampf zwischen dem ersten Hokage und Madara Uchiha, den Madara trotz der Hilfe des Kyūbis verlor. Geschlagen zog er sich zurück und gründete die Organisation Akatsuki. Als es vor einigen Jahren innerhalb des Uchiha-Clans Bemühungen zu einem Aufstand gegen Konoha gab, ergriff Itachi gegen seine Familie Partei und verbündete sich mit Tobi. Es gelang den beiden, den gesamten Uchiha-Clan bis auf Sasuke, den Itachi in Wahrheit stets schützen wollte, zu töten. Als Reaktion benennt Sasuke sein Team in Taka (鷹, Falke) um und setzt sich ein neues Ziel: Die vollständige Zerstörung von Konoha. Dafür schließt er sich Akatsuki an. Während er sich mit seinem Team um den Träger des achtschwänzigen Bijū kümmert, bricht Pain in Richtung Konoha auf, um Naruto zu finden und den neunschwänzigen Fuchs für die Organisation zu sichern.
Im Dorf entschlüsseln Shikamaru, Naruto, Kakashi und ein Team aus Kryptologen den von Jiraiya hinterlassenen Code, der jedoch keine weitere Aufschlüsse über Pains Wesen bringt. Naruto beginnt ein Training, um die gleichen Kräfte wie Jiraiya zu erlangen und so gegen Pain bestehen zu können. Während er allmählich mit den Energien der Natur vertraut wird, trifft das Team Taka im Reich des Blitzes auf das Jinchūriki mit Namen Killerbee, in dem das Bijū Hachibi, der achtschwänzigen Ochse, versiegelt ist. Der Kampf erweist sich zunächst als schwer, da Killerbee, mit seinen acht Schwertern und dem Bijū, seinen Widersachern deutlich überlegen scheint. Erst als Sasuke eine von Itachi geerbte Kampftechnik einsetzt und eine neue entwickelt, gelingt der Sieg über Killerbee und Hachibi. Jedoch kann Killerbee Team Taka täuschen und entkommen.
Währenddessen dringt Pain in Konoha ein und der fünfte Hokage verlangt Narutos Rückkehr in das Dorf. Kakashi wird während Pains Suche nach Naruto von ihm getötet. Als Pain merkt, dass sich Naruto nicht dort befindet, zerstört er mit einer Technik fast ganz Konoha. Bei seiner Rückkehr stellt sich Naruto Pain und seine Doppelgängerkampftechnik entgegen. Es gelingt ihm durch seine neue Kraft, alle Doppelgänger bis auf einen zu besiegen. Doch dann verliert Naruto die Kontrolle über Kyūbis Kraft, da seine Freundin Hinata von Pain schwer verletzt wird. Es entstehen im Laufe des weiteren Kampfes acht der neun Schwänze. Bevor der Dämon völlig freikommt, wird er von Minato Namikaze aufgehalten, der sich in seinem Inneren befindet und sich Naruto als dessen Vater offenbart. Er erzählt ihm, dass Kyūbi vor 16 Jahren von Tobi, der sich als Madara Uchiha ausgab, auf Konoha gehetzt worden war. Als Naruto nach dieser Vision wieder zu Bewusstsein kommt, tötet er Pain und spürt Nagato auf. Dieser erzählt Naruto, warum er sich Akatsuki angeschlossen hat. Naruto schafft es, Nagato davon zu überzeugen, dass sein Weg der falsche ist. Daraufhin führt Nagato ein Jutsu durch, das jeden wiederbelebt, der bei seinem Angriff gestorben ist. Nachdem das Jutsu seine Wirkung entfaltet hat, stirbt Nagato. Nach der Schlacht wird eine Notsitzung einberufen, da Tsunade in ein Koma gefallen ist. Danzō wird zum sechsten Hokage erklärt. Mit der aus dem Blitzreich empfangenen Nachricht, dass Sasuke versucht hat, den Jinchūriki einzufangen, erklärt Danzō ihn nun offiziell zum Nuke-Nin, der getötet werden soll.

#### Treffen der Kage und Beginn des vierten Shinobi-Weltkrieges
Im Anschluss an diesen Kampf wird vom Raikage (Rai, 雷, Blitz) ein Treffen der fünf Kage einberufen, um eine gemeinsame Strategie gegen Akatsuki zu erarbeiten. Sasuke erscheint bei diesem Treffen mit der Absicht, Danzō zu töten. Dieser Plan wird jedoch zunächst von den anderen Kage vereitelt. Während Danzō flieht, erscheint Tobi, der den Kage den vierten Shinobi-Weltkrieg erklärt, da diese sich weigern, ihm die beiden verbliebenen Jinchūriki auszuliefern. Derweil kommt es zwischen Killerbee und Kisame zum Kampf, welchen Killerbee mithilfe seines Bruders, dem Raikage, für sich entscheiden kann. Sasuke und Danzō treffen einige Zeit später aufeinander. Während des Kampfes stellt sich Danzō als ein mehrfacher Sharinganbesitzer heraus. Trotz seiner vielfältigen Fähigkeiten unterliegt er und nimmt in seiner Verzweiflung Karin, ein Mitglied von Sasukes Team, als Geisel. Sasuke kümmert dies wenig und er attackiert beide, wobei Danzō stirbt.
Nach dem Kampf taucht Sakura auf und versucht mit einem Plan, Sasuke das Leben zu nehmen. Dieser durchschaut sie und nur Naruto und Kakashi können verhindern, dass er Sakura tötet. Der anschließende Kampf endet ohne Sieger. Sasukes neues Ziel ist es, Naruto zu töten. Während sich alle Dörfer auf den drohenden Krieg vorbereiten und Madara mit Kabuto ein Bündnis eingeht, erhält Naruto eine Schriftrolle, um die Kontrolle über den Kyūbi zu gewinnen. Er unterzeichnet diese und wird zusammen mit Killerbee auf eine Insel gebracht, um die beiden vor Akatsuki zu schützen. Dort versucht Naruto gemeinsam mit Killerbee die Kontrolle über seinen Bijū zu erlangen, was ihm nach einem harten inneren Kampf auch gelingt. Mit seinen neuen Fähigkeiten entdeckt Naruto, dass Kisame ihnen die ganze Zeit heimlich gefolgt ist, und der getötete Kisame von damals nur eine Kopie Zetsus war. Es kommt zum erbitterten Kampf zwischen Guy und Kisame, den Kisame verliert. Beim Verhör tötet Kisame sich selbst, um Madaras Plan nicht preiszugeben. In der Zwischenzeit kämpfen Konan und Tobi in Amegakure um Nagatos Rinnegan. Tobi gewinnt und eignet sich die Rinnegan an, woraufhin sich er, Kabuto und Zetsu vorbereiten, den Kyūbi zu fangen.
Kabuto bittet Madara darum, sich um Naruto und Killerbee kümmern zu dürfen. Gemeinsam mit dem wiederbelebten Deidara macht er die Insel ausfindig, wird aber dann vom Tsuchikage angegriffen. Da Deidara sich um den Ältesten der Kage kümmert, kann Kabuto eine Riesenschlange beschwören. Naruto werden die Erschütterungen des Kampfes zwischen seinen Beschützern und Akatsuki als Erdbeben vorgegeben, sodass er nicht eingreift. Als Kabuto bemerkt, dass es ihm nicht gelingen wird, an Naruto und Killerbee heranzukommen, entführt er Yamato und nimmt ihn mit zu Madara. Kabuto belebt die ehemaligen Akatsukis, die Jinchūriki, die Kage und einige Elite-Shinobi durch ein verbotenes Jutsu wieder. Mit ihnen und etwa 100.000 Zetsu-Klonen zieht Madara in den Krieg.

#### Der vierte Shinobi-Weltkrieg
Um sich den Akatsuki entgegenzustellen und die verbliebenen Jinchūriki zu beschützen, wurde von den fünf Ninjareichen die Shinobi-Allianz (忍連合軍, Shinobi Rengōgun) gegründet. Anführer der Allianz ist der Raikage A, General der ungefähr 80.000 Shinobi starken Armee ist der Kazekage Gaara. Die Armee ist in fünf Divisionen unterteilt. Darui aus Kumogakure ist der Anführer der ersten Division, Kitsuchi aus Iwagakure der zweiten, Gaara der dritten, Kakashi der vierten und der Samurai Mifune der fünften. Des Weiteren wurden eine Aufklärungseinheit unter Führung von Kankuro, eine medizinische Einheit unter Führung von Shizune und eine taktische Einheit unter Führung von Shikamarus Vater Shikaku gebildet.
Der Krieg beginnt, als der Trupp von Kankuro, Sai und Omoi von Deidara und Sasori aus dem Hinterhalt angegriffen wird. Sai muss sich seinem Bruder Shin stellen. Die Wiederbelebten besitzen ihr altes Bewusstsein, aber keine Kontrolle über ihren Körper. Sie können nicht getötet werden und regenerieren sich. Man muss die Körper versiegeln, um sie zu besiegen. Als nach den ersten Siegen auch die sieben legendären Schwertninjas aus dem Nebel gegen die Shinobi-Allianz antreten, trifft auch die vierte Division unter der Führung von Kakashi ein. Die erste Division trifft derweil an der Küste auf die weiße Zetsu-Armee, Kakuzu und Asuma. Auch die Brüder Kinkaku und Ginkaku befinden sich unter ihnen. Sie besitzen ebenfalls das Chakra des Neunschwänzigen Fuchses und vier legendäre Ninja-Waffen. Die Brüder können nach hartem Kampf in eine ihrer eigenen Waffe versiegelt werden. Shikamaru, Ino und Chōji müssen ihren ehemaligen Lehrer bekämpfen und können ihn schließlich versiegeln. Anschließend greifen Madara und die Gedo-Statue die Küste an. Dessen Ziel ist das versiegelte Fuchs-Chakra von Kinkaku und Ginkaku. Nachdem Madara in dessen Besitz gelangt ist, verschwindet er wieder. Die fünfte Division, die ausschließlich aus Samurai besteht, trifft auf Hanzo den Salamander. Bis auf den Anführer Mifune wird die komplette Division durch Hanzos Giftnebel außer Gefecht gesetzt. Mifune kann ihn jedoch in einem kurzen Kampf besiegen.
In der Wüste bekommt es Gaaras Division mit dem zweiten Tsuchikage, dem zweiten Mizukage, dem vierten Kazekage und dem dritten Raikage zu tun. Derweil verlässt Naruto den Trainingsraum, wird aber von Iruka und einigen Ninjas aufgehalten, da Naruto sich nicht in den Krieg einmischen und dem Feind in die Hände fallen soll. Als er jedoch in den neuen Bijū-Modus wechselt und spürt was vor sich geht, bricht Naruto zusammen mit einigen Schattendoppelgängern und Killerbee in Richtung Schlachtfelder auf. Nachdem Narutos Doppelgänger auf allen Schlachtfeldern angelangt sind, gewinnt die Allianz die Oberhand und die ehemaligen Kage können besiegt und versiegelt werden. Jedoch gelingt es dem zweiten Tsuchikage sich zu spalten, weshalb nur eine Hälfte von ihm versiegelt wird. Dann treffen Naruto und Killerbee auf Itachi und Nagato. Als Itachi sein Mangekyō Sharingan anwendet wird automatisch ein Jutsu aktiviert, dass er selber zu seinen Lebzeiten auf Naruto angewendet hatte und eigentlich aktiviert werden sollte, wenn Naruto auf Sasuke trifft. Dieses bewirkt, dass Itachi vom Einfluss Kabutos befreit wird und nach eigenem Willen handeln kann. Zusammen können Naruto, Killerbee und Itachi Nagato besiegen.
Auf dem Schlachtfeld von Gaaras Division führt der zweite Tsuchikage eine weitere Wiederbelebung durch. Zur großen Verwirrung aller erscheint nun der echte Madara Uchiha, während der selbsternannte Madara mit den sechs wiederbelebten Jinchūriki auf Naruto und Killerbee trifft. Der echte Madara lässt mit einem Jutsu riesige Meteoriten auf das Schlachtfeld fallen und löscht damit fast die ganze Division aus. Die sechs Jinchūriki haben ihre Bijū-Geister wieder in sich und setzen Naruto und Killerbee zu. Im Kampf kann Naruto sich jedoch mit dem vierschwänzigen Affen Son Goku unterhalten und sich dessen Vertrauen und das der anderen Bijūs sichern. Auch der Kyūbi in Naruto, welcher in Wirklichkeit Kurama heißt, akzeptiert ihn und wird dessen Partner.
Abseits der Schlachtfelder trifft Sasuke auf seinen Bruder Itachi, der auf dem Weg zu Kabutos Versteck ist, um das Wiederbelebungs-Jutsu zu beenden. Als beide dort eintreffen liefern sie sich einen Kampf mit Kabuto, an dessen Ende Itachi Kabuto in einem Genjutsu des Uchiha-Clans gefangen hält. In diesem Zustand bringt Itachi ihn dazu, das Wiederbelebungs-Jutsu aufzulösen. Zur selben Zeit liefern sich die fünf Kage einen Kampf mit dem echten Madara, der ihnen überlegen ist. Kurz bevor Madara den finalen Angriff starten will, wird das Jutsu, dass ihn wiederbelebte, aufgehoben. Im Gegensatz zu allen anderen Wiederbelebten, die sich nun alle auf den Schlachtfeldern auflösen, kann sich Madara mit einem Jutsu davor bewahren und weiter existieren. Alle Kage werden anschließend besiegt und schwer verletzt.

#### Kampf gegen Obito Uchiha und den Jūbi
Der selbsternannte Madara will nun seinen Plan früher als geplant umsetzen und versiegelt alle bisher gefangenen Bijū-Geister wieder in der Gedo-Statue. Zusätzlich mit dem Chakra aus einem Tentakel von Killerbees Achtschwänzigen und dem Kyūbi-Chakra von Kinkaku und Ginkaku, kann er nun den zehnschwänzigen Jūbi beschwören. Es stellt sich heraus, dass der selbsternannte Madara in Wirklichkeit Obito Uchiha ist, der sich mit Madara zusammengeschlossen hat. Obito war ein früherer Teamkamerad von Kakashi, welcher seit einer Mission für tot geglaubt wurde. Kurz vor seinem vermeintlichen Ableben, gab er Kakashi sein Sharingan-Auge als Geschenk. Mit der Hilfe des Jūbi wollen Obito und Madara die Welt in einem Genjutsu namens Tsukuyomi gefangen halten, in dem jeder in seiner Traumwelt und ohne Krieg leben kann.
Der beschworene Jūbi scheint übermächtig. Auch Madara ist auf dem Schlachtfeld angekommen und die Attacken von Naruto und Killerbee haben keine Wirkung. Nachdem alle Divisionen ihre Gegner auf den anderen Schlachtfeldern besiegen konnten, erscheint die Shinobi-Allianz und kann den Jūbi dank einer Strategie von Shukaku in einer Falle festsetzen. Der Jūbi transformiert sich jedoch in seine zweite Form und kann sich befreien. Sasuke belebt währenddessen Orochimaru wieder, mit dessen Hilfe er Antworten finden will. Orochimaru besitzt die Möglichkeit die vier ehemaligen Hokage wiederzubeleben, welche jedoch nicht unter seiner Kontrolle stehen, sondern eigenständig handeln können. Sasuke fragt den dritten Hokage Hiruzen, warum Itachi Konoha mit aller Macht beschützen wollte. Nachdem Sasuke Itachis Beweggründe verstehen konnte, beschließt er den Idealen seines Bruders zu folgen und macht sich mit Orochimaru und den Hokagen auf den Weg zum Schlachtfeld.
Kakashi und Obito transportieren sich mit ihrem Sharingan in eine andere Dimension, um sich dort zu bekämpfen. Als der Jūbi die Allianz zu vernichten droht, teleportiert der vierte Hokage Minato sie weg. Alle ehemaligen Hokage errichten eine Barriere um den Jūbi. Sasuke erscheint und verbündet sich wieder mit Naruto und Sakura zum alten Team 7. Die Allianz und Team 7 treten den Kampf gegen den Jūbi an, können jedoch wenig ausrichten. Als Obito nach dem Kampf gegen Kakashi schwer verletzt zurückkehrt, vereint er sich mit Jūbi und wird dessen Jinchūriki. Er beginnt das Tsukuyomi zu beschwören, während Tsunade und die anderen Kage mit Orochimaru auf dem Schlachtfeld erscheinen und den Kampf gegen Madara aufnehmen. Naruto und Sasuke greifen gemeinsam Obito an, können ihn von seinem Plan abbringen und die absorbierten Bijūs befreien.

#### Madaras Wiederauferstehung und das unendliche Tsukuyomi
Nach Obitos Sinneswandel übernimmt Zetsu die Kontrolle über seinen Körper, lässt Madara endgültig wiederauferstehen und beschwört die Gedo-Statue. Madara lässt alle befreiten Bijū-Geister wieder versiegeln und reißt auch den Achtschwänzigen und Neunschwänzigen an sich. Naruto und Killerbee liegen im Sterben und Madara wird zum Jinchūriki des Jūbi. Sasuke wird bei einem Angriff auf Madara tödlich verletzt, aber vom plötzlich auftauchenden und geläuterten Kabuto, der sich aus Itachis Izanami befreien konnte, gerettet. Da Naruto nur über eine Hälfte des Kyūbi verfügte und die andere Hälfte im vierten Hokage versiegelt ist, bekommt er diese von Minato und von Obito zusätzlich Chakra der anderen Bijū. Naruto und Sasuke treffen derweil unabhängig voreinander in einer Art Traumwelt auf Hagoromo Ōtsutsuki den ursprünglichen Begründer der Ninja. Dieser erklärt ihnen die Geschichte des Jūbi und der Bijū und verleiht ihnen seine Kraft. Während Naruto bewusstlos ist, benutzt Gai das Jutsu Hachimon Tonko no Jin, was ihm ungeheure Kräfte verleiht, dafür aber nach Beendung sein Leben kostet. Damit ist er Madara überlegen, schafft es aber nicht ihn zu besiegen, bis das Jutsu abklingt. Naruto, mittlerweile wieder wach, beschützt Guy vor den Folgen des Hachimon und kämpft gemeinsam mit Sasuke als Team gegen Madara. Sie schaffen es aber ebenfalls nicht Madara zu besiegen, woraufhin dieser das Mugen Tsukuyomi aktiviert und die gesamte Welt in ein Genjutsu fällt. Sasuke kann Naruto, Sakura, Kakashi und sich selbst davor beschützen. Madara wird daraufhin von Zetsu hintergangen, der sich als der Wille von Kaguya, der Mutter des Hagoromo Ōtsutsuki, offenbart.

#### Der Kampf gegen Kaguya Ōtsutsuki
Nachdem Kaguya erschienen ist, versucht sie Team 7 zu vernichten, indem sie ein Raum-Zeit-Ninjutsu verwendet, das die Kämpfenden in eine andere Dimension versetzt. Während Naruto und Sasuke gegen sie kämpfen, lernen sie von Zetsu die Geschichte Kaguyas: sie wurde von ihren Söhnen zusammen mit den Jūbi versiegelt. Zetsu erklärt, dass er seitdem die Ninja-Clans manipuliert habe, damit Kaguya eines Tages wiederbelebt werden könne. Kurz bevor Naruto und Sasuke Kaguya besiegen können, benutzt sie erneut ihr Raum-Zeit-Jutsu, was die beiden irritiert und ihr Zeit verschafft Sasuke erneut in eine andere Dimension zu versetzen und von Naruto zu trennen. Naruto kämpft weiter gegen Kaguya und Obito und Sakura rettet Sasuke mit Obitos Kamui. Dieser greift wieder in den Kampf ein. Obito wird daraufhin von einem Angriff Kaguyas getroffen, was ihn sein Leben kostet. Vorher überlässt er sein zweites Sharingan Kakashi, der dadurch ein Susanoo erschafft und Naruto und Sasuke unterstützt. Diese schaffen es nach einem kurzen Kampf Kaguya in einen neuen Mond zu versiegeln. Anschließend werden Team 7 und die Bijū vom Rikudo Sennin und den vier Hokage in ihre normale Dimension zurückteleportiert. Sasuke will jetzt seine Vorstellung von Friedenssicherung durchführen, was den Tod der fünf Kage und der Bijū zur Folge hätte. Naruto hingegen hat eine andere Vorstellung – es kommt im Tal des Endes zum Kampf der zwei. Nach dem letzten Zusammenstoß sind beide bis zum nächsten Morgen bewusstlos. Nachdem sie aufgewacht sind reden sie über ihre Erkenntnisse, unfähig sich zu bewegen. Sasuke sieht ein, dass er verloren hat und löst zusammen mit Naruto das Tsukuyomi auf, woraufhin alle Menschen wieder erwachen.
Im Epilog wird offenbart, dass Hinata Naruto geheiratet hat. Gemeinsam haben sie einen Sohn namens Boruto und eine Tochter namens Himawari. Kakashi, der sein Sharingan nach dem Krieg verlor, ist mittlerweile der Hokage der sechsten Generation. Seinen Titel gibt er nach ca. 5 Jahren an Naruto, damit dieser seinen Traum, Hokage zu werden, verwirklichen kann. Sakura ihrerseits hat Sasuke geheiratet. Er kann jedoch ihre gemeinsame Tochter Sarada nicht aufwachsen sehen, da er auf langen Missionen ist, um für seine Sünden zu büßen.

### Figuren

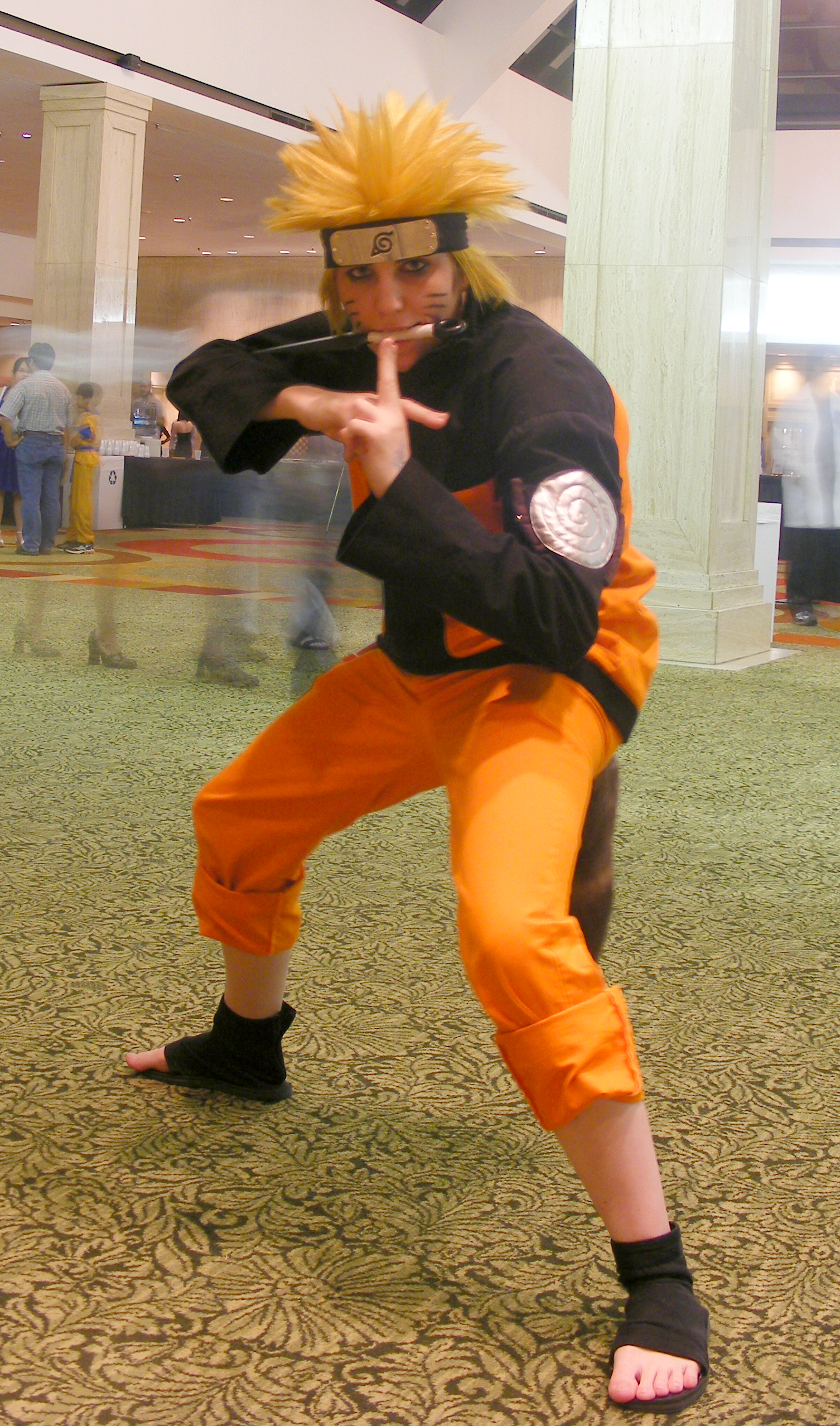
Cosplayer als Hauptfigur Naruto Uzumaki

#### Hauptfiguren
Naruto Uzumaki (うずまき ナルト, Uzumaki Naruto)
Der vierte Hokage versiegelte in ihm das Fuchsungeheuer Kyūbi als Naruto noch ein Baby war. Zu Beginn der Handlung ist Naruto tollpatschig und ungeschickt, doch wenn es um seine Freunde geht, erwachen in ihm der Kampfgeist und die Kraft des Dämons. Im späteren Verlauf zeigt sich, dass Naruto es schafft, Jutsus zu erlernen, die kein anderer oder nur die Wenigsten bisher erlernen konnten. Zurückzuführen ist dies auf seine starke Willenskraft und seine erhebliche Chakramenge, die er teilweise von Kyūbi erhält. Wie sich in späteren Handlungsabschnitten herausstellt, ist Naruto der Sohn des vierten Hokage Minato Namikaze (波風 ミナト, Namikaze Minato) und Kushina Uzumaki (うずまき クシナ, Uzumaki Kushina), die beide bei der Rettung von Konoha vor dem Kyūbi ihr Leben ließen.
Am Ende des Mangas wird er selbst, nach Kakashi, Hokage der siebten Generation (Nanadaime Hokage, 七代目火影, „Feuerschatten der siebten Generation“).
Sakura Haruno (春野 サクラ, Haruno Sakura)
Eine Ninja-Musterschülerin, die in Sasuke verliebt ist. Ihre größten Stärken sind ihre Intelligenz und die perfekte Kontrolle über ihr Chakra. Sie hat zwei Persönlichkeiten: Ihre „innere Stimme“ zeigt sich manchmal, wenn sie sich in schwierigen Situationen befindet. Später kann sie mit den Fortschritten von Naruto und Sasuke nicht mehr mithalten und tritt als Schülerin von Tsunade den Pfad eines Medizin-Ninjas an.
Sasuke Uchiha (うちは サスケ, Uchiha Sasuke)
Er stammt aus einer der stärksten Ninja-Familien in Konoha. Sein Lebensziel ist es, seinen Bruder Itachi zu töten, der mit der Hilfe von Tobi den ganzen Familienclan, bis auf Sasuke, ausgelöscht hat. Er beherrscht das Sharingan. (Kekkei Genkai)
Kakashi Hatake (はたけ カカシ, Hatake Kakashi)
Er ist Jōnin und Lehrmeister von Naruto, Sakura und Sasuke. Kakashi ist ein meisterhafter Kämpfer und ehemaliges ANBU-Mitglied. Sein linkes Auge ist die meiste Zeit von seinem Stirnband bedeckt. Darunter verbirgt er ein Sharingan-Auge, das er in seiner Jugend von seinem besten Freund Obito aus dem Uchiha-Clan transplantiert bekam. Daher hat er auch die Fähigkeit, die Techniken seines Gegners zu kopieren und wird daher „Kopier-Ninja“ genannt. Kakashis Lehrmeister war der vierte Hokage und mit der Zeit entdeckt Kakashi gewisse Ähnlichkeiten zwischen seinem alten Lehrer und seinem Schüler Naruto. Er stand in der engeren Auswahl zum sechsten Hokage, konnte sich jedoch nicht gegen Danzō durchsetzen. Nach Danzōs Ableben soll er zum neuen Hokage ernannt werden, jedoch erwachte Tsunade, der fünfte Hokage, rechtzeitig aus ihrem Koma, um das Amt erneut antreten zu können.

#### Nebenfiguren

##### DieSan-Nin(Drei Ninja)
Jiraiya (自来也), Tsunade (綱手) und Orochimaru (大蛇丸) sind die „Drei legendären Ninja“ (伝説の三忍, Densetsu no Sannin), die durch ihre Stärke einen weitreichenden Bekanntheitsgrad erreicht haben. Sie stammen aus Konoha und wurden dort vom dritten Hokage trainiert, gingen jedoch später getrennte Wege.
Jiraiya ist für seine Lüsternheit bekannt, als Schriftsteller schrieb er unter anderem erotische Bücher, aber auch ein Buch, in dem die Hauptfigur der Namensgeber für Naruto ist. Zudem wurde ihm vorhergesagt, dass er den Ninja ausbilden wird, der die Welt der Ninja verändern wird.
Tsunade leidet unter einer Spielsucht, ausgelöst durch die tiefe Trauer über den Verlust ihres jüngeren Bruders und ihres Verlobten, aufgrund derer sie Konohagakure verließ. Ihre Fähigkeiten liegen insbesondere in der Heilkunst und in ihrer immensen Körperkraft.
Orochimaru ist verschlagen, listig und mit einer breiten Palette an fürchterlichen Techniken ausgestattet. Um alle Jutsu zu erlernen, trachtet er nach ewigem Leben. Seine diesbezüglichen Experimente haben dafür gesorgt, dass seine wahre Gestalt die einer weißen Schlange (sein vertrauter Geist) ist. Orochimaru war Mitglied der Organisation Akatsuki, verließ diese jedoch wieder, nachdem er von Itachi erfolgreich davon abgehalten wurde, dessen Körper zu übernehmen.
Die San-Nin sind gestaltet nach den gleichnamigen Figuren aus der Geschichte Jiraiya Goketsu Monogatari (児雷也豪傑物語, „The tale of the gallant Jiraiya“).

##### Weitere Ninja ausKonoha
- Team Kurenai/Team 8

Kurenai Yūhi ist die Anführerin dieses Teams und ist für die Ausbildung von Hinata Hyūga, Kiba Inuzuka und Shino Aburame verantwortlich. Hinata verfügt aufgrund ihrer Abstammung über das Byakugan, ein verbessertes Auge, mit dem sie in der Lage ist, das Chakra von anderen zu erkennen und es mit ihren Nahkampftechniken zu beeinflussen. Kiba, der stets von seinem Hund Akamaru begleitet wird, benutzt hauptsächlich Techniken in Zusammenhang mit diesem und verlässt sich häufig auf seinen ausgeprägten Geruchssinn. Shinos Körper lebt in Symbiose mit einer Käferart, die ihm gehorcht und die er für seine Zwecke einsetzen kann.
- Team Guy/Team 9

Dieses Team wurde bereits ein Jahr vor den anderen Teams unter Mighty Guy gegründet. Zu ihm gehören Neji Hyūga, Rock Lee und Tenten. Rock Lee eifert, so gut er kann, seinem Vorbild Mighty Guy nach, verlässt sich aber allein auf seine reine Kampfkraft, da er weder Ninjutsus noch Genjutsus beherrscht. Neji hingegen verfügt, wie Hinata, über das Byakugan. Tenten ist eine Spezialistin im Umgang mit Fernkampfwaffen und steht somit im starken Gegensatz zu den drei Nahkämpfern im Team.
- Team Asuma/Team 10

Unter der Leitung von Asuma Sarutobi, dem Sohn des dritten Hokage, sollen Shikamaru Nara, Chōji Akimichi und Ino Yamanaka zu vollwertigen Ninja ausgebildet werden. Shikamaru, der hochbegabt ist und einen IQ von über 200 besitzt, hat sich auf Techniken spezialisiert, bei denen er Schatten kontrollieren und als Waffe verwenden kann, während Inos Spezialität die Kontrolle der Gedanken anderer ist. So kann sie die totale Kontrolle über den Körper eines Gegners gewinnen, ist allerdings zu diesem Zeitpunkt selbst schutzlos. Der ständig essende und dick wirkende Chōji hat, wie sein Vater, die Fähigkeit bestimmte Körperteile, wie etwa die Fäuste, stark zu vergrößern. Nachdem Asuma in einem Kampf stirbt, bildet sich aus den verbleibenden Teammitgliedern das inoffizielle Team Ino Shika Cho.
- Iruka Umino (うみのイルカ, Umino Iruka)

Iruka ist ein Chūnin und zu Beginn der Serie Narutos Klassenlehrer an der Ninja-Akademie. Die beiden treffen sich oft, um gemeinsam Nudelsuppe (Ramen) zu essen, wobei Iruka immer wieder für Narutos vertilgte Unmengen aufkommen muss. Er ist eine Vaterfigur für Naruto. Liest man seinen Namen als „Umi no iruka“, so hat er die Bedeutung „Meeresdelfin“. Seine Eltern sind im Kampf gegen den Neunschwänzigen Fuchs gefallen.
- Sai und Yamato

Als Vertretung für Kakashi und Sasuke wird Team 7 zeitweise mit neuen Mitgliedern besetzt. Als Ersatz für Sasuke kommt Sai von der ANBU-Organisation Root auf Geheiß des ANBU-Anführers Danzō ins Team, wo er durch beleidigende Äußerungen Naruto und Sakura gegen sich aufbringt. Als Ersatz für Kakashi dient Yamato, der ebenfalls ein ANBU-Mitglied ist. Yamato ist ein Produkt aus Orochimarus Experimenten und kann aufgrund dieser ebenso wie der erste Hokage Holz-Element-Jutsus anwenden. Er ist dadurch in der Lage, die Macht der Jinchūriki zu unterdrücken.
- Danzō Shimura (志村ダンゾウ, Shimura Danzō)

Danzō Shimura ist einer der drei Ältesten von Konoha und Sais Vorgesetzter. Er ist verbittert und dafür bekannt, dass er mehr auf Logik als auf Emotionen setzt. Danzō gründete und führte die ANBU-Gruppe, die als „Ne“ (根) oder „Root“ bekannt ist (im deutschen Anime „ANBU Kern“). Die ANBU-Ne-Gruppe wurde jedoch aufgelöst und er verlor seine Position. Er kämpfte vor langer Zeit mit Hiruzen Sarutobi um die Position des dritten Hokage. Er versuchte auch einige Putschversuche, die jedoch allesamt fehlschlugen. Er hasst Tsunade, da sie mit dem ersten Hokage verwandt ist und die Lehren des dritten Hokage weiterführt. Im späteren Verlauf der Handlung wird Danzō zum sechsten Hokage ernannt. Bei einem Kampf wird er von Sasuke getötet.

##### Gegner
Akatsuki
Die Organisation Akatsuki (Gründer: Madara Uchiha) strebt die Herrschaft über die Welt an. Hierfür versuchen sie alle neun Dämonen zu fangen und zu versiegeln, damit ihr Chakra als Waffe eingesetzt werden kann. Der Anführer von Akatsuki, Pain, hieß früher Nagato und wurde von Jiraiya ausgebildet. Allerdings zeigte sich, dass der stille Junge über das mächtigste der drei Augen-Jutsu, das Rinnegan, gebietet. Nach der Ausbildung wurde er zum Akatsuki-Anführer Pain, und es gelang ihm, sich sechs verschiedener Körper zu bemächtigen, in denen er gleichzeitig lebt, sowie das Regen-Dorf zu erobern. Durch sein Können ist Akatsuki in der Lage, mit Hilfe der neunfachen Drachen Illusion-Technik, die Dämonen aus den Körpern der Jinchūriki herauszuziehen.

Rote Wolken auf schwarzen langen Mänteln sind Akatsukis Zeichen

Die meisten Mitglieder sind in Zweier-Teams organisiert, die jeweils aus zwei höchst unterschiedlichen Personen bestehen. Der ruhige Itachi Uchiha wird vom hitzköpfigen Kisame Hoshigake begleitet, dem religiösen Hidan steht der materialistische Kakuzu bei. Zudem herrscht zwischen den Mitgliedern Sasori und Deidara ein Disput über ihre Kampftechnik, die beide als Kunst titulieren. Die letzten Mitglieder sind Pains Partnerin Konan, Zetsu sowie der tollpatschig wirkende Tobi, der ebenso wie Sasuke und Itachi ein Sharingan hat und der von Pain und Itachi als Madara Uchiha bezeichnet wird.
Itachi Uchiha (うちはイタチ, Uchiha Itachi)
Itachi Uchiha ist Sasukes älterer Bruder und schloss die Ninja-Akademie bereits mit sieben Jahren ab, wurde mit zehn Jahren zum Chūnin befördert und mit 13 Jahren Gruppenführer eines ANBU-Teams. Mit Ausnahme seines kleinen Bruders hat er zusammen mit dem Clangründer Madara Uchiha den gesamten Uchiha-Clan ausgelöscht. Ebenso wie Sasuke und Tobi besitzt er das Sharingan, mit dem er die Technik eines Gegners durchschauen und kopieren kann. Außerdem beherrscht er das Mangekyō Sharingan, welches mit der Zeit das Augenlicht des Anwenders kostet, was Itachi verhindern will, indem er Sasukes Augen zu übernehmen versucht.
Obito Uchiha
Obito, der sich auch als Tobi und Madara Uchiha bezeichnet, ist der eigentliche Anführer von Akatsuki. Im dritten Shinobi-Weltkrieg wird er schwerverletzt und nur durch den echten Madara Uchiha kann er überleben. Er ruft den vierten Weltkrieg aus, nachdem seine geliebte Rin Nohara vermeintlich durch Kakashi starb.
Das Dorf Otogakure
Das Dorf Otogakure wurde von Orochimaru eingenommen und seine Ninjas sind bei der Invasion Konohas beteiligt. Die Stirnbänder dieses Dorfes tragen allesamt eine Musiknote.
Wichtigstes Mitglied ist Kabuto Yakushi (薬師カブト, Yakushi Kabuto). Er ist Orochimarus engster Vertrauter, wurde als Waise von diesem aufgenommen und erlernte von ihm vor allem medizinische Jutsus. Er war lange Zeit als Spion verschiedenster Parteien eingesetzt und diente mehreren Parteien (Akatsuki, Konoha und Orochimaru), so dass seine Persönlichkeit selbst für Orochimaru nur schwer zu durchschauen ist. Nach Orochimarus Tod nimmt er ein kleines Stück von diesem in sein Gesicht auf, welches immer mehr von seinem Körper erobert.
Orochimarus Leibwächter, die vier Schall-Ninja, stehen Orochimaru beim Kampf gegen den dritten Hokage bei und verhelfen Sasuke an späterer Stelle zur Flucht. Bei Sasukes Flucht spielt zudem noch der junge Kimimaro Kaguya (かぐや君麻呂, Kaguya Kimimaro), der Orochimaru als Körper dienen soll, eine wichtige Rolle.
Sasukes Team Hebi besteht ebenfalls aus den drei ehemaligen Schall-Ninja Karin, Jugo und Suigetsu Hozuki. Sasukes drei Begleiter haben die Aufgabe, ihm bei der Suche nach seinem Bruder zu helfen und wenn nötig, störende Personen davon abzuhalten, die Suche zu behindern.

## Entstehung, Konzeption und Stil
Vor Naruto hatte Masashi Kishimoto nur eine Kurzgeschichte, Karakuri, veröffentlicht. Naruto war seine erste längere Serie. Ein erstes Kapitel erschien als One Shot bereits 2 Jahre vor dem eigentlichen Start, dann wurde das Konzept der Kurzgeschichte zu einer Serie umgearbeitet. Noch vor Start der Serie waren die ersten acht Kapitel ausgearbeitet, um Kishimoto einen ausreichenden Vorsprung für die wöchentliche Veröffentlichung zu schaffen. Die Handlung entstand während der Veröffentlichung der Serie und das Ende stand nicht von Anfang an fest. Noch 2013 wusste Kishimoto nicht, wie genau die Geschichte endet. Wichtig für die Entwicklung der Handlung war auch, dass Naruto zunächst als Serie im Magazin Weekly Shōnen Jump erschien. In Manga-Magazinen nimmt der betreuende Redakteur großen Einfluss auf Inhalt und Stil der Geschichten und die Magazine sind um eine Ausgewogenheit von Stilen, Themen und Stimmungen im Magazin bemüht, um eine möglichst breite Leserschaft anzusprechen und zu häufige Wiederholungen zu vermeiden. Das Shōnen Jump hat einen Fokus auf Science-Fiction und Fantasy, entsprechend erschienen parallel zu Naruto stets mehrere thematisch ähnliche Serien. Das Werk startete zu einer Zeit Ende der 1990er Jahre, in der viele länger laufende Serien des Magazins ausliefen und neue ausprobiert wurden. Unter den neuen setzte sich zusammen mit Naruto auch One Piece als Kernserie des Magazins für die nächsten 15 Jahre durch. In Abgrenzung zum heiteren Piratenabenteuer war Naruto von Beginn an ernsthafter und düsterer konzipiert, bot aber dennoch einigen Humor. Während 2003 und 2004 im Shōnen Jump ernsthafte düstere Serien wie Yu-Gi-Oh! und Shaman King endeten und durch die Fantasy-Komödien Reborn! und Gin Tama ersetzt wurden, verlor Naruto an humoristischen Szenen. Die Handlung fokussierte auf den Verrat die Verfolgung Sasukes und Narutos Erwachsenwerden. Diese Transformation zur Dark Fantasy und Ersatz in der Rolle der düsteren Serie im Magazin war mit den Start des zweiten Teils Shippūden im Jahr 2005 schließlich abgeschlossen. Es ist jedoch, so Omote Tomoyuki in ihrer Analyse dieser Entwicklung, nicht klar zu benennen, ob die Änderungen im Magazin zu Änderungen in Naruto führten oder andersherum, da die Entwicklung der Magazininhalte stets schrittweise geschieht.
Naruto spielt in einer fiktionalen Welt, einer Mischung des feudalen und des modernen Japan. Das technische Niveau entspricht in etwa dem unserer Zeit, allerdings verzichtete Masashi Kishimoto bewusst auf Feuerwaffen. Grundkonzept der Handlung ist der im Shōnen-Manga typische stetige Kampf um Anerkennung des benachteiligten Protagonisten und die Erreichung eines selbstgesteckten Ziels. Die auf einander folgenden und aufbauenden Kämpfe und Turniere bieten dabei stets Gelegenheiten, neue Charaktere in die Handlung einzuführen. Die Geschichte ist auch als Version der klassischen Heldenreise zu begreifen, sowie als Kampf eines missverstandenen Waisen gegen Vorurteilen und Feindseligkeit. Wichtige, wiederkehrende Themen sind auch die Persönlichkeitsprobleme der Charaktere, bedingt durch deren Kindheit, wie diese Probleme überwunden und die Jugendlichen dabei erwachsen werden. Doch auch das Verleiten und der Missbrauch von Jugendlichen mit traumatischer Vergangenheit zu Kriminalität wird thematisiert. Insbesondere in Bezug auf die Hauptfigur kann das Werk daher als Bildungsroman eingeordnet werden. Auch die Bedeutung von Teamwork und Freundschaft sind wichtige Elemente und typisch für Shōnen-Manga. Ein ebenso durchgängig vertretenes Thema ist die Erziehung der jungen Ninjas durch die ältere Generation, der Respekt gegenüber den Älteren und die Bewahrung der bestehenden Ordnung, indem sie an die neue Generation weitergegeben wird.
Der genretypische Zeichenstil ist durch einen feinen Strich geprägt. In komischen Szenen kommt oft ein Super-Deformed-Stil zur Anwendung. Während in den ersten zehn Kapiteln die Hintergründe detailliert ausgearbeitet sind, um dem Leser die Welt, insbesondere das Dorf, nahezubringen, sind die Hintergründe später meist sehr einfach gehalten und nur selten – zur Etablierung eines neuen Handlungsorts – detailliert ausgearbeitet. Das kann auch darauf zurückgeführt werden, dass der wöchentliche Erscheinungsrhythmus die schnelle Produktion weiterer Kapitel erfordert und das Zeichnen der Hintergründe zeitintensiv ist. Stattdessen wurde der Fokus von da an auf die Charakterentwicklung und Action gelegt. In den Actionszenen finden dann besonders viele Speedlines und skizzenhafte, expressive Zeichnungen der Charaktere, teils ganz ohne Hintergründe, Anwendung. Kishimoto bemühte sich, von ihm bewunderte cineastische Techniken in den Manga zu übertragen, besonders Fischaugeneffekte, dynamische Kamerafahrten, Wechsel zwischen verschiedenen Nahaufnahmen und Lichteffekte.

## Einflüsse und Anspielungen
Teile des Dorfes Konohagakure sind von Kishimotos Heimat auf dem Land inspiriert. Des Weiteren finden sich viele Anleihen aus dem japanischen Kulturkreis, wie etwa Ninjas und aus japanischen Sagen und klassischen Erzählungen. Aber auch andere Details wie Speisen oder die Wohnungseinrichtung sind zumindest japanisch beeinflusst. Der Begriff des Chakra entstammt zwar dem indischen Kulturkreis, allerdings finden sich auch japanische Mythen in Naruto wieder: Der Kyūbi ist etwa klar von dem japanischen Sagentier des Kitsune beeinflusst. Hierbei spielt Narutos Mutter Kushina Uzumaki eine wichtige Rolle, denn sie war vor ihm der Jinchuuriki des Kyūbi. Der weibliche Fuchsgeist beruht auf der japanischen mythologischen Figur der Kitsune. Ein Fuchs mit maximal 9 Schwänzen, welcher sich in eine schöne Frauengestalt verwandeln kann. Als weitere Anspielung auf den Rotfuchs, finden sich ihre roten Haare. Auch der Shukaku ist eine Adaption des japanischen Tanuki. Die achtköpfige Schlange Orochi mit dem Schwert Kusanagi wurde mit dem Charakter Orochimaru aufgegriffen. Aber auch die Namen verschiedener Kampftechniken basieren auf der japanischen Mythologie. So wurden die Techniken von Itachi Uchiha nach den Kami des Shintō wie Amaterasu, Susanoo und Tsukuyomi benannt.
Die Namen der einzelnen Personen sind häufig sprechende Namen. Sie betonen die Eigenschaften der jeweiligen Person und stellen oftmals japanische Wortspiele und kulturelle Anspielungen dar. Dies ist für westliche Leser und Zuschauer in der Regel nicht direkt ersichtlich, da auch Anleihen aus der japanischen Geschichte und Sagenwelt einfließen. So hat Narutos Name mehrere Bedeutungen: „Uzumaki“ bedeutet auf Japanisch „Strudel“. In einer Meerenge nahe der japanischen Stadt Naruto gibt es berühmte Strudel. Diese sind ein häufig verwendetes Motiv in der japanischen Literatur und Kunst, im Theater und Film. Das Strudel/Naruto-Motiv steht dabei nicht nur für die schöne aber gefährliche Landschaft, sondern auch für die Geschichten über innere und äußere gefährliche Umstände und Unruhe, über schöne Kinder oder Frauen, die von ihren Eltern oder Männern zurückgelassen werden, da diese sich für deren Rettung opfern. Dieses Thema ist auch ein wichtiges Element der Handlung im Manga Naruto. Zugleich trägt eine der Beilagen seines Lieblingsessens Ramen, eine Fischpaste mit Wirbelmuster, den Namen Naruto-Rolle. Auch im Abzeichen auf dem Stirnband der Ninja des Dorfes, das das Blatt eines Baumes symbolisiert, ist ein Wirbelmuster enthalten. Sasukes Nachname „Uchiha“ wird im alten Japanisch „Uchiwa“ ausgesprochen und bedeutet „Fächer“ (der sich als Symbol im Familienwappen des Uchiha-Klans findet). „Sasuke“ ist eine Hommage an Sasuke Sarutobi, eine bekannte Ninja-Figur in japanischen Kinderbüchern zu Beginn des 20. Jahrhunderts.
Jiraiya, Tsunade und Orochimaru haben ihre Namen und Eigenschaften von den Hauptfiguren des japanischen Romans Jiraiya Gōketsu Monogatari (児雷也豪傑物語, „Die Geschichte vom galanten Jiraiya“), der in der ersten Hälfte des 19. Jahrhunderts entstand: Der Räuberhauptmann Jiraiya, der sich in eine riesige Kröte verwandeln konnte, heiratete die Prinzessin Tsunade, die in Schneckenmagie erfahren war und die Gestalt einer großen Schnecke annehmen konnte. Einer von Jiraiyas Gefolgsleuten namens Yashagorō erlernte die Schlangenmagie und nannte sich daraufhin Orochimaru (大蛇 orochi bedeutet „Riesenschlange“). Es kam zum Kampf zwischen Jiraiya, Tsunade und Orochimaru, in dessen Verlauf Orochimaru die beiden anderen vergiftete. Sie konnten jedoch von einem anderen Gefolgsmann Jiraiyas gerettet werden.
Auch moderne Serien und Filme sowie die westliche Kultur hat Eingang in die Serie gefunden. So erinnern die Felsen des Dorfes Konoha mit den Köpfen der Hokage an das Mount Rushmore National Memorial und Filme wie Battle Royale, Matrix und Akira sowie die Werke der Regisseure Quentin Tarantino und Michael Bay waren für Kishimoto Vorbild in Themen und Stil. Besonders einflussreich war auch das kaum ältere Neo Ranga, von dem Kishimoto Symbole wie das des Dorfes Konoha übernahm und an deren Verfilmung auch das Studio Pierrot und einige Animatoren beteiligt waren, die dann auch Naruto als Anime umsetzten.

## Veröffentlichungen

### Manga
Die Serie begann als One Shot, der im August 1997 im Magazin Akamaru Jump erschien. In der Ausgabe 43/1999 des Manga-Magazins Weekly Shōnen Jump vom 21. September 1999 erschien das erste Serienkapitel von Naruto. Seitdem wurde sie wöchentlich in 700 Einzelkapiteln veröffentlicht, bis Ausgabe 50/2014 vom 10. November 2014. Der Shūeisha-Verlag brachte diese Einzelkapitel auch in 72 Sammelbänden heraus.
Auf Deutsch erschien der Anfang der Mangareihe von 2001 bis Dezember 2005 im mittlerweile eingestellten monatlichen Manga-Magazin Banzai! des Carlsen Verlags. Von 2002 bis 2016 wurde die Serie auch in Taschenbuchform erstveröffentlicht, zunächst in drei- bis viermonatlichem Erscheinungsrhythmus, ab der Einstellung des Banzai!-Magazins monatlich oder zweimonatlich. Alle 72 Taschenbücher sind bereits erschienen und werden seit Oktober 2017 in einem größeren Format und mit jeweils über 600 oder 700 Seiten Umfang als Naruto Massiv neuveröffentlicht. Im Juni 2008 erschien der Zusatzband Naruto – Die Schriften des Hyō (秘伝・兵の書, Hiden: Hyō no Sho) auf Deutsch, weitere Zusatzbände und Artbooks folgten. Naruto wird in 23 Ländern veröffentlicht, darunter Frankreich, Italien, Spanien, Norwegen, Schweden, Polen, Indonesien und die USA. Die amerikanische Fassung wurde leicht nachbearbeitet. So wurden nackte Körperteile oder als anzüglich empfundene Szenen verdeckt oder verändert.
Seit dem 9. Mai 2016 läuft in der Shōnen Jump ein Spin-off unter dem Titel Boruto: Naruto Next Generations (japanisch BORUTO -ボルト- -NARUTO NEXT GENERATIONS-), geschrieben von Ukyō Kodachi, der bereits am Film Boruto – Naruto The Movie mitwirkte, und gezeichnet von Mikio Ikemoto, der lange Zeit als Assistent unter Kishimoto arbeitete. Der Manga erzählt anfangs den Film Boruto – Naruto The Movie wieder und führt die Geschichte dann fort. Zum Start der neuen Reihe erschien in der Shōnen Jump-Ausgabe 22/23 des Jahres 2016 ein One Shot von Masashi Kishimoto, der bei der neuen Serie zugleich als Supervisor tätig ist. Auf Deutsch wird der Titel seit 2017 von Carlsen Manga veröffentlicht.
Seit April 2015 erscheint in Japan im gleichen Magazin die Fortsetzung Naruto – Der siebte Hokage und der scharlachrote Frühling (NARUTO-ナルト-外伝・七代目火影と緋色の花つ月, Naruto Gaiden: Nanadaime Hokage to Akairo no Hanatsuzuki), in der es um die Kinder der Protagonisten geht. Auf Deutsch erschien der Manga erstmals am 27. September 2016 unter dem Label Carlsen Manga. Mit Naruto – Sasuke Retsuden: Herr und Frau Uchiha und der Sternenhimmel (NARUTOサスケ烈伝うちはの末裔と天球の星屑 Naruto: Sasuke Retsuden - Uchiha no Matsuei to Tenkyu no Hoshikuzu) erschien 2023 ein weiterer Ableger in Japan, der in zwei Bänden abgeschlossen wurde. 2024 erschien dieser bei Carlsen Manga auf Deutsch.

### Anime

#### Produktion
Der Anime entstand unter der Leitung von Studio Pierrot, die digitale Kolorierung und die Zwischenphasenbilder auch durch Zuarbeit von Changzhou New Star Art & Animation in China und Studio Cats sowie Nara Animation. Auch koreanische Firmen waren an der Produktion beteiligt. Bei der Produktion führte Hayato Date Regie, das Charakterdesign wurde von Hirofumi Suzuki und Tetsuya Nishio entworfen. Die künstlerische Leitung lag bei Shigenori Takada und die verantwortlichen Produzenten waren Ken Hagino, Noriko Kobayashi und Tomoko Gushima. Die Handlung wurde recht originalgetreu umgesetzt, etwa zwei Manga-Kapitel entsprechen einer Folge. Um die Vorlage nicht einzuholen, wurden die Kämpfe jedoch ausführlicher inszeniert und später zum „Strecken“ der Geschichte Füllerfolgen produziert. Diese enthalten Handlungsstränge, die in der Mangareihe nicht vorkommen. Auch wurde diese Gelegenheit genutzt, Aspekte des Themas, der Welt und Hintergründe von Charakteren zu beleuchten, die im Manga wegen des Zeitdrucks der wöchentlichen Veröffentlichung nicht untergebracht werden konnten. Solche Folgen, wie die Episode 17 um das tragische Schicksal den jungen Ninjas Haku, erweitern und vertiefen die Handlung der Vorlage und gehören zu den Lieblingsfolgen Kishimotos.
Wie bei lange laufenden Serien üblich wurde die Produktion einzelner Folgen von verschiedenen Directors of Animation geführt, die sich unregelmäßig abwechseln. Diesen gehören je Teams von Schlüsselbildzeichnern und Zwischenphasenzeichnern an. Da die Teams und die Animatoren unterschiedliche Stile pflegen und nicht gleiche Qualität liefern, verändert sich die Qualität und Ausführung der Animationen im Verlauf einer Folge und besonders zwischen den Folgen. Für besonders wichtige Szenen und Folgen wurden Teams und Animatoren beauftragt, die besonders viel Erfahrung haben oder einen an dieser Stelle gewollten Stil einbringen. Dies stößt jedoch nicht immer auf große Zustimmung unter den Zuschauern. So ist Folge 167 von Naruto Shippuden wegen des vom Rest der Serie stark abweichenden Stils von Atsushi Wakabayashi und seinem Team sehr umstritten.
Ähnlich wie beim Manga ändert sich der Stil nach den ersten, einführenden Folgen und ist öfter expressiv und actionbetont. Die wichtigsten Entscheidungen für die ersten Folgen wie auch für den Wechsel danach traf Animation Director Aisaka Naoki, der für die jeweils stilsetzenden Episoden verantwortlich war. Einige Folgen, insbesondere die ersten, wurden sehr eng an der Vorlage adaptiert. So dienten Panels des Mangas als Vorlagen für Schlüsselbilder der Animation. Die Komposition der Bilder und die Inszenierung weicht jedoch ab, um den Unterschieden der Medien und Wegfall von Lautmalerei, Sprechblasen und der Wirkung der Farbe im Anime gerecht zu werden. Fischaugeneffekte und skizzenhafte Darstellungen wurden seltener verwendet, dafür häufiger Nahaufnahmen. Speedlines und andere Muster in Actionszenen wurden jedoch oft übernommen, in einzelnen Einstellung auch eine monochrome Darstellung zur Betonung von Action oder besonderen Gemütszuständen bzw. der Anwendung von Ninja-Techniken. Neben den eng angelehnten Einstellungen wurden solche eingefügt, die nicht in der Vorlage enthalten sind, aber dramaturgisch nötig waren oder die Handlung oder Stimmung um weitere Aspekte ergänzen. Zur Ergänzung der Handlung oder detaillierteren Zeichnung von Charakteren wurden auch ganze Szenen eingefügt.
Bei der Produktion wurde zunächst Einzelbild-Animation eingesetzt, die am Computer koloriert wurde, bis vollständig auf Computerunterstützung überging. Außerdem wurde die Animation manuell getweent, das heißt, dass die Zwischenbilder ohne Spezialeffekte per Handzeichnung und nicht durch Computerberechnungen entstanden. Je nach Erfordernis wurden Hintergründe aus CGI-Modellen oder computergenerierte Spezialeffekte verwendet. Seit Episode 54 der Serie Naruto Shippuden, die 2008 in Japan erstmals gesendet wurde, wird der Anime in HD ausgestrahlt.

#### Veröffentlichung
Die Animeserie wurde vom 3. Oktober 2002 bis zum 8. Februar 2007 wöchentlich auf dem japanischen Fernsehsender TV Tokyo ausgestrahlt. Nach 26 Folgen wurde sie wegen der guten Einschaltquoten in die Prime Time um etwa 19:30 Uhr verlegt. Die erste Serie umfasst 220 Folgen. Vom 15. Februar 2007 bis zum 23. März 2017 lief die direkte Fortsetzung Naruto Shippuden (ナルト 疾風伝) im japanischen Fernsehen, welche 500 Folgen umfasst.
Die Fernsehserie wurde in mehr als 90 Ländern lizenziert und in mehr als 60 ausgestrahlt, darunter Südkorea, Taiwan, Kanada, Großbritannien, Frankreich, Italien, die Philippinen und die USA. Für die Ausstrahlung im amerikanischen Fernsehen wurde die Serie nachbearbeitet, um die PG-Bewertung der Jugendfreigabe zu erhalten. Dabei wurden gewalthaltige oder aggressive Szenen so bearbeitet und synchronisiert, dass die Folgen von Gewalt wie Blut, Verletzungen oder Tod und aggressive Gesichtsausdrücke oder Schimpfworte nicht mehr vorkamen. Panini Video hatte im August 2005 die Lizenzierung der Naruto-Fernsehserie für Deutschland und fünf weitere europäische Länder bekannt gegeben. Darüber hinaus erwarb das Unternehmen die weltweiten Lizenzen für Merchandising. Die Fernsehrechte für Deutschland wurden an RTL II abgetreten. Für die europäischen Veröffentlichungen diente die bearbeitete amerikanische Fassung als Grundlage, da man ein möglichst großes Publikum, insbesondere auch das jüngere, erreichen und dabei mögliche Konflikte mit dem Jugendschutz vermeiden wollte. Im Französischen, Italienischen, Spanischen und Englischen Fernsehen wurde diese Fassung dann auch gezeigt. In den jeweiligen Ländern gab es vereinzelt zusätzliche Schnitte, aber Überarbeitungen im Bild und Dialog haben nicht stattgefunden.
Für das deutsche Fernsehen wurde die amerikanische Fassung nochmals in Bild und Dialogen bearbeitet und zusätzliche Schnitte vorgenommen. Die Entscheidungen darüber lagen bei RTL II, da hier mit der Nachmittagsausstrahlung das jüngere Publikum angesprochen werden sollte. RTL II begründete die Bearbeitungen damit, dass die Serie sonst aus Jugendschutzgründen nicht im Nachmittagsprogramm hätte gezeigt werden können. Der Sendeplatz wurde dennoch gewählt, um auch das jüngere Publikum zu erreichen. Die Fassung sollte aber auch den älteren Fans Spaß machen. Die Dialoge seien nach der US-Vorlage erstellt und lediglich den deutschen Sprachgewohnheiten angepasst worden. Alle Änderungen seien von Panini in Absprache mit RTL II durchgeführt worden. In der deutschen Synchronisation des Anime werden einige Namen meist sehr „deutsch“ betont und einzelne Silben ebenfalls falsch ausgesprochen. So wird beispielsweise Sasuke korrekterweise [sasʉ̆kɛ] und nicht [zazˈuːkə] ausgesprochen.
Die Fassung von RTL II erhielt negative Kritik, diese erreichte RTL II erst mit Folge 273 von Naruto Shippuden im Jahre 2010. Von dort an hat man im Dialog den Tod vermehrt nicht mehr verleugnet. Komplett unzensierte und originaltreue Dialoge gibt es erst seit Folge 488, als das Anime-Label KSM Anime die Serie übernommen hat.
Auf Deutsch wurden die ersten 52 Folgen der Fernsehserie vom 18. September bis zum 30. November 2006 bei RTL II ausgestrahlt. Am 6. März 2007 begann RTL II die Erstausstrahlung der Folgen 53 bis 104, ab dem 24. August 2007 die der Folgen 105 bis 158 und ab dem 22. September 2008 liefen die Folgen 159 bis 220. Am 23. April 2009 startete RTL II die Erstausstrahlung der Nachfolgeserie Naruto Shippuden, mit den Folgen 221 bis 272. Weiter ging es am 29. März 2010 mit den Folgen 273 bis 331 von Naruto Shippuden und ab dem 12. Oktober 2010 strahlte man die Folgen 332 bis 383 aus. Ab dem 1. Juni 2010 strahlte Animax Naruto in einer ungeschnittenen Version, jedoch mit der von RTL II bekannten Synchronisation aus. Vom 24. April bis zum 8. Oktober 2011 sendete RTL II die Folgen 384 bis 435 von Naruto Shippuden. Am 1. Juli 2012 setzte RTL II die Erstausstrahlung mit Folge 436 fort. Mit Folge 485 und der Einstellung des Anime-Programms auf RTL II endete am 21. April 2013 die Ausstrahlung der Serie. Die bereits synchronisierten Folgen 486 und 487 von Naruto Shippuden standen jeweils eine Woche lang auf der neuen Anime-Internetplattform von RTL II, welche am 28. April 2013 startete, kostenlos zur Verfügung. Vom 12. Februar bis zum 26. April 2016 setzte ProSieben Maxx die Erstausstrahlung bis Folge 539 fort. Die Erstausstrahlung der Folgen 540 bis 568 erfolgte auf ProSieben Maxx ab dem 10. Oktober 2016. Am 30. Januar 2017 wurde die Erstausstrahlung mit den Folgen 569 bis 591 fortgesetzt. Vom 10. November bis zum 15. Dezember 2017 zeigte ProSieben Maxx erstmals die Folgen 592 bis Folge 643. Die restlichen Episoden, beginnend mit Folge 644, waren vom 19. November 2018 bis zum 16. Januar 2019 auf ProSieben Maxx zu sehen.
Seit November 2006 wird der Anime regelmäßig fortlaufend auf DVD veröffentlicht. Diese enthalten die bearbeitete deutsche Version und eine unveränderte japanische Version mit deutschen Untertiteln. Panini begründete dies damit, dass man sowohl das junge als auch das Fan-Publikum ansprechen und ein möglichst komplettes Produkt bieten wollte. Eine zweite deutsche Tonspur für die unbearbeitete Fassung wurde zunächst nicht beigelegt, da der dafür nötige Speicherplatz auf den DVDs zu einer Beeinträchtigung der Bildqualität geführt hätte. Seit Volume 13 und somit Folge 53 wird die Serie ungeschnitten und mit vollständigen deutschen Dialogen veröffentlicht. Die ungeschnittene Fassung von Naruto erhielt durchgehend eine FSK-12-Freigabe, mit Ausnahme von zwei FSK-16-Folgen.

#### Synchronisation
Die deutsche Sprachfassung von Naruto und dessen Folgeserie Naruto Shippuden entstand bis 2013 bei Studio Hamburg Synchron. Seit 2015 wird die Serie bei DMT Studios in Hamburg synchronisiert. Neben dem Studiowechsel kam es auch zur Umbesetzung einiger Charaktere. Da Tobias Pippig nicht mehr als Synchronsprecher arbeitet, hat KSM Film die Fans auf Facebook dazu aufgerufen von vier vorgestellten Synchronsprechern ihren Favoriten zu wählen. Schlussendlich ging die Rolle des Titelhelden an Henning Nöhren. Lennardt Krüger, der Sprecher von Iruka, zog sich aus dem Berufsleben zurück, da er an Amyotrophe Lateralsklerose (ALS) erkrankt ist. Seine Rolle musste dadurch ebenfalls neu besetzt werden.
| Rolle                                            | Japanischer Sprecher (Seiyū)   | Deutscher Sprecher                                                |
| Protagonisten                                    | Protagonisten                  | Protagonisten                                                     |
| Team 7/Team Kakashi                              | Team 7/Team Kakashi            | Team 7/Team Kakashi                                               |
| ------------------------------------------------ | ------------------------------ | ----------------------------------------------------------------- |
| Naruto Uzumaki (Hokage der siebten Generation)   | Junko Takeuchi                 | Tobias Pippig (bis Folge 487) Henning Nöhren (ab Folge 488)       |
| Sasuke Uchiha                                    | Noriaki Sugiyama               | Jannik Endemann                                                   |
| Sakura Haruno                                    | Chie Nakamura                  | Katharina von Keller                                              |
| Kakashi Hatake (Hokage der sechsten Generation)  | Kazuhiko Inoue                 | Martin May                                                        |
| Ninjas aus Konohagakure                          |                                |                                                                   |
| Team 10/Team Asuma                               |                                |                                                                   |
| Shikamaru Nara                                   | Shōtarō Morikubo               | Leonhard Mahlich (bis Folge 550) Jacob Weigert (ab Folge 581)     |
| Ino Yamanaka                                     | Ryōka Yuzuki                   | Celine Fontanges                                                  |
| Chōji Akimichi                                   | Kentarō Itō                    | Tobias Schmidt                                                    |
| Asuma Sarutobi                                   | Jūrōta Kosugi                  | Hans Heller                                                       |
| Team 9/Team Guy                                  |                                |                                                                   |
| Rock Lee                                         | Yōichi Masukawa                | Tim Kreuer                                                        |
| Neji Hyūga                                       | Kōichi Tōchika                 | Tim Knauer                                                        |
| Tenten                                           | Yukari Tamura                  | Saskia Bellahn                                                    |
| Mighty Guy                                       | Masashi Ebara                  | Robert Missler (bis Folge 641) Eberhard Haar (ab Folge 647)       |
| Team 8/Team Kurenai                              |                                |                                                                   |
| Hinata Hyūga                                     | Nana Mizuki                    | Julia Fölster                                                     |
| Kiba Inuzuka                                     | Kōsuke Toriumi                 | Tammo Kaulbarsch                                                  |
| Shino Aburame                                    | Shinji Kawada                  | Fabian Harloff                                                    |
| Kurenai Yūhi                                     | Rumi Ochiai                    | Kerstin Draeger                                                   |
| Die Hokage von Konohagakure                      |                                |                                                                   |
| Hiruzen Sarutobi (Hokage der dritten Generation) | Hidekatsu Shibata              | Wolf Frass                                                        |
| Minato Namikaze (Hokage der vierten Generation)  | Toshiyuki Morikawa             | Marcus Just                                                       |
| Hashirama Senju (Hokage der ersten Generation)   | Takayuki Sugo                  | Konstantin Graudus                                                |
| Tobirama Senju (Hokage der zweiten Generation)   | Kenyu Horiuchi                 | Holger Löwenberg (ab Folge 585)                                   |
| Die Legendären San-Nin                           |                                |                                                                   |
| Jiraiya                                          | Hōchū Ōtsuka                   | Jürgen Holdorf                                                    |
| Tsunade (Hokage der fünften Generation)          | Masako Katsuki                 | Joey Cordevin                                                     |
| Orochimaru                                       | Wakako Matsumoto               | Erik Schäffler                                                    |
| Ninjas der ANBU                                  |                                |                                                                   |
| Danzō Shimura                                    | Hiroshi Ito                    | Peter Weis                                                        |
| Sai                                              | Satoshi Hino                   | Nils Rieke                                                        |
| Yamato                                           | Rikiya Koyama                  | Patrick Elias                                                     |
| Normale Ninjas und Zivilisten                    |                                |                                                                   |
| Iruka Umino                                      | Toshihiko Seki                 | Lennardt Krüger (bis Folge 477) Marc Seidenberg (ab Folge 495)    |
| Mizuki                                           | Shin’ichirou Miki              | Kai Henrik Möller (Folge 1) Oliver Warsitz (Folge 142–147)        |
| Ebisu                                            | Nobuo Tobita                   | Christian Rudolf                                                  |
| Shizune                                          | Keiko Nemoto                   | Stephanie Damare                                                  |
| Izumo Kamizuki                                   | Tomohiro Tsuboi                | Oliver Böttcher                                                   |
| Kotetsu Hagane                                   | Tomoyuki Kōno                  | Konstantin Graudus                                                |
| Anko Mitarashi                                   | Takako Honda                   | Agnes Regan (bis Folge 481) Arlette Stanschus (ab Folge 665)      |
| Genma Shiranui                                   | Hiroaki Hirata                 | Jan-David Rönfeldt                                                |
| Shikaku Nara                                     | Hiroshi Yanaka                 | Joshy Peters                                                      |
| Inoichi Yamanaka                                 | Daiki Nakamura                 | Wolfgang Riehm                                                    |
| Chōza Akimichi                                   | Nobuaki Fukuda                 | Walter Wigand                                                     |
| Antagonisten                                     |                                |                                                                   |
| Madara Uchiha                                    | Naoya Uchida                   | Volker Hanisch                                                    |
| Kaguya Ōtsutsuki                                 | Mami Koyama                    | Dagmar Dreke                                                      |
| Akatsuki                                         |                                |                                                                   |
| Obito Uchiha                                     | Wataru Takagi                  | Marek Harloff                                                     |
| Obito Uchiha alias Tobi                          | Wataru Takagi                  | Jens Wawrczeck (bis Folge 362) Asad Schwarz (ab Folge 675)        |
| Zetsu                                            | Nobuo Tobita                   | Christos Topoulos                                                 |
| Nagato                                           | Junpei Morita                  | Sascha Rotermund                                                  |
| Konan                                            | Atsuko Tanaka                  | Traudel Sperber                                                   |
| Itachi Uchiha                                    | Hideo Ishikawa                 | Sascha Draeger                                                    |
| Kisame Hoshigaki                                 | Tomoyuki Dan                   | Michael Bideller                                                  |
| Deidara                                          | Katsuhiko Kawamoto             | Martin Lohmann (bis Folge 560) Markus Hanse (ab Folge 597)        |
| Hiruko alias Sasori                              | Yutaka Aoyama Takahiro Sakurai | Michael Grimm Jesse Grimm                                         |
| Kakuzu                                           | Takaya Hashi                   | Ben Hecker                                                        |
| Hidan                                            | Masaki Terasoma                | Rainer Schmitt (bis Folge 308) Matthias Klimsa (ab Folge 512)     |
| Verbündeter                                      |                                |                                                                   |
| Kabuto Yakushi                                   | Nobutoshi Kanna                | Patrick Bach                                                      |
| Team Taka                                        |                                |                                                                   |
| Suigetsu Hoozuki                                 | Takashi Kondō                  | Jens Wendland                                                     |
| Karin                                            | Kanako Tōjō                    | Manuela Bäcker                                                    |
| Jūgo                                             | Shūhei Sakaguchi               | Philipp Baltus                                                    |
| Andere Ninjas                                    |                                |                                                                   |
| Aus Sunagakure                                   |                                |                                                                   |
| Gaara (Kazekage der fünften Generation)          | Akira Ishida                   | Robert Kotulla                                                    |
| Temari                                           | Romi Park                      | Merete Brettschneider                                             |
| Kankuro                                          | Yasuyuki Kase                  | Christian Stark                                                   |
| Aus Kumogakure                                   |                                |                                                                   |
| Killer B                                         | Hisao Egawa                    | Frank Stieren                                                     |
| A (Raikage der vierten Generation)               | Hideaki Tezuka                 | Hanns Jörg Krumpholz (ab Folge 419)                               |
| Darui (Raikage der fünften Generation)           | Ryouta Takeuchi                | Henning Nöhren (bis Folge 487) Tobias Diakow (ab Folge 488)       |
| Aus Iwagakure                                    |                                |                                                                   |
| Oonoki (Tsuchikage der dritten Generation)       | Tomomichi Nishimura            | Tim Grobe                                                         |
| Kurotsuchi (Tsuchikage der vierten Generation)   | Hana Takeda                    | Ann-Cathrin Schaible (bis Folge 426) Anna Kumosiak (ab Folge 438) |
| Aus Kirigakure                                   |                                |                                                                   |
| Mei Terumi (Mizukage der fünften Generation)     | Yurika Hino                    | Katrin Decker (ab Folge 488)                                      |
| Chōjūrō (Mizukage der sechsten Generation)       | Kōki Miyata                    | Jesse Grimm                                                       |
| Zabuza Momochi                                   | Unshou Ishizuka                | Clemens Gerhard                                                   |
| Haku                                             | Mayumi Asano                   | Angela Quast                                                      |
| Aus Otogakure                                    |                                |                                                                   |
| Kin Tsuchi                                       | Akiko Koike                    | Eva Michaelis                                                     |
| Dosu Kinuta                                      | Daisuke Egawa                  | Ivo Möller                                                        |
| Zaku Abumi                                       | Keijin Akuda                   | Sascha Schäfke                                                    |
| Kimimaro Kaguya                                  | Toshiyuki Morikawa             | Martin Lohmann                                                    |
| Jiroubou                                         | Kenta Miyake                   | Matthias Klimsa                                                   |
| Kidoumaru                                        | Susumu Chiba                   | Nicolas König                                                     |
| Tayuya                                           | Akeno Watanabe                 | Eva Michaelis                                                     |
| Sakon                                            | Shunsuke Sakuya                | Rasmus Borowski                                                   |
| Bijū                                             |                                |                                                                   |
| Kurama alias Kyūbi                               | Tesshō Genda                   | Reent Reins                                                       |
| Gyūki alias Hachibi                              | Masaki Aizawa                  | Frank Stieren                                                     |

#### Musik
Die Hintergrundmusik wurde komponiert von Toshio Masuda und umgesetzt von Musashi Project. Für die zweite Serie wurde Yasuharu Takanashi engagiert.
Für die erste Fernsehserie wurden neun 90-sekündige Vorspanntitel produziert:
1. R★O★C★K★S von Hound Dog
2. Haruka Kanata von Asian Kung-Fu Generation
3. Kanashimi wo Yasashisa ni von little by little
4. Go!!! von Flow
5. Seishun Kyōsōkyoku von Sambomaster
6. No Boy, No Cry von Stance Punks
7. Namikaze Satellite von Snowkel
8. Re:member von Flow
9. Yura Yura von Hearts Grow

Für die zweite Fernsehserie wurden 20 Vorspanntitel mit derselben Länge produziert:
1. Hero’s Come Back!! von nobodyknows+
2. Distance von Long Shot Party
3. Blue Bird von Ikimono Gakari
4. Closer von Joe Inoue
5. Hotaru no Hikari von Ikimono Gakari
6. Sign von Flow
7. Tōmei Datta Sekai von Motohiro Hata
8. Diver von Nico Touches the Walls
9. Lovers von 7!! Seven Oops
10. New Song von Tacica
11. Totsugeki Rock von The Cro-Magnons
12. Moshimo von Daisuke
13. Niwaka Ame ni mo Makezu von Nico Touches the Walls
14. Tsuki no Ōkisa von Nogizaka 46
15. Guren von DOES
16. Silhouette von Kana-Boon
17. Kaze von Yamazaru
18. Line von Sukima Switch
19. Blood Circulator von Asian Kung-Fu Generation
20. Kara no Kokoro von Anly

Panini Video produzierte für die europäische Ausstrahlung zwei neue, fast identische, Vorspanne in Bild und Musik, die so auch durchgehend in den ersten beiden Staffeln in der Erstausstrahlung zu sehen waren. Das Vorspannlied Believe It stammt wie der Abspann You Can von J.B. Stanley und Silvia Orlandi. Mit dem anderen Vor- und Abspann wollte Panini ein möglichst großes Publikum ansprechen. Seit dem 30. Juli 2007 werden von RTL II jedoch die originalen japanischen Intros Haruka Kanata, Kanashimi o Yasashisa ni und Go!!! gezeigt, wobei der Liedtext als Karaoke-Text in Romaji eingeblendet wird. Während der dritten Staffel ab dem 24. August 2007 wurden Seishun Kyōsōkyoku und ab dem 21. September 2007 No Boy – No Cry gezeigt. Während der vierten deutschen Staffel wurde Namikaze Satellite ausgestrahlt. Auch in Naruto Shippuden verwendete RTL II die japanische Openings, jedoch zeigte man während der zweiten Staffel ausschließlich Distance, sodass die Ausstrahlung der beiden Openings Blue Bird und Closer entfiel. Zur dritten Staffel zeigte RTL II dann jedoch wieder die passenden Intros (Hotaru no Hikari, Sign und Tōmei Datta Sekai).
Es wurden außerdem 15 Abspannlieder mit einer Länge von eineinhalb Minuten produziert:
1. Wind von Akeboshi
2. Harmonia von Rythem
3. Viva Rock ~Japanese Side~ von Orange Range
4. Alive von Raiko
5. Ima made Nando mo von The Mass Missile
6. Ryūsei von TiA
7. Mountain a Go Go Two von Captain Straydum
8. Hajimete Kimi to Shabetta von GaGaGaSP
9. Nakushita Kotoba von No Regret Life
10. Speed von Analogfish
11. Soba ni Iru Kara von Amadori
12. Parade von Chaba
13. Yellow Moon von Akeboshi
14. Pinocchio von Oreskaband
15. Scenario von Saboten

Für Naruto Shippuden wurden insgesamt 40 Abspannlieder derselben Länge produziert:
1. Nagareboshi ~Shooting Star~ von Home Made Kazoku
2. Michi ~To You All~ von aluto
3. Kimi Monogatari von little by little
4. Mezamero! Yasei von Matchy with Question?
5. Sunao na Niji von Surface
6. Broken Youth von Nico Touches the Walls
7. Long Kiss Good Bye von Halcali
8. Bacchikoi!! von Dev Parade
9. Shinkokyū von Super Beaver
10. My Answer von Seamo
11. It Was You von Kishidan
12. For You von AZU
13. Jitensha von Oreskaband
14. Utakata Hanabi von Supercell
15. U Can Do It! von Domino
16. Mayonaka no Midnight Orchestra von Aqua Timez
17. Freedom von Home Made Kazoku
18. Yokubou o Sakebe von Okamoto’s
19. Place to Try von Totalfat
20. By My Side von Hemenway
21. Cascade von Unlimits
22. Kono Koe Karashite von Aisha feat. Chehon
23. Mother von MUCC
24. Sayonara Memory von 7!! Seven Oops
25. I Can Hear von Dish//
26. Yume o Idaite ~Hajimari no Clis Road~ von Rake
27. Black Night Town von Akihisa Kondou
28. Niji von Shinkū Horou
29. Flame von DISH//
30. Never Change von Shun feat. Lyu Lyu
31. Dame Dame Da von Shiori Tomita
32. Spinning World von Diana Garnet
33. Kotoba no Iranai Yakusoku von sana
34. Niji no Sora von Flow
35. Troublemaker von Kanikapila
36. Sonna Kimi, Konna Boku von Thinking Dogs
37. Ao no Lullaby von Kuroneko Chelsea
38. Pino to Amélie von Huwie Ishizaki
39. Tabidachi no Uta von Ayumikurikamaki
40. Zetsu Zetsu von Swimy

Lediglich ein Ending wurde während einer einzigen Episode in Naruto im deutschen Fernsehen ausgestrahlt. Andere Endings wurden nicht gezeigt.

### Specials
Von Naruto sind bisher drei Specials erschienen: 2003 und 2004 wurde zur Jump-Festa-Veranstaltung von Square Enix in Tokio jeweils eine Produktion gezeigt. 2003 war dies Find the Crimson Four-Leaf Clover, in dessen 17 Minuten Laufzeit die Geschichte eines Enkels des Dritten Hogake erzählt wird, der sich verliebt. Das 40-minütigen Battle At Hidden Falls – l am the Hero wurde 2004 gezeigt, beide waren damit zunächst auf dem Festival auf der Leinwand zu sehen, ehe sie auf DVD erschienen. Der Erfolg dieser Specials motivierte die Produktion der später folgenden Naruto-Kinofilme. Ein weiteres Special befindet sich auf der Begleit-DVD des im Dezember 2005 veröffentlichten PlayStation-Spiels Naruto: Narutimate Hero 3.

### Kinofilme
- Gekijōban Naruto: Daikatsugeki! Yuki-hime Shinobu Hōjō Dattebayo!! (劇場版 NARUTO -ナルト- 大活劇! 雪姫忍法帖だってばよ!!), Kinostart in Japan am 21. August 2004
Deutscher Titel: Naruto – The Movie: Geheimmission im Land des ewigen Schnees, geschnittene Fernsehausstrahlung im Oktober 2009 bei RTL II,[26] veröffentlicht auf DVD am 15. Oktober 2010 zusammen mit der Naruto-OVA Die Geheimmission: Rettet das Dorf Takigakure bei Universum Anime.[27] Ein zweibändiger Anime-Comic zum Film erschien im Juli und Oktober 2014 bei Carlsen Manga auf Deutsch.
- Gekijōban Naruto: Daigekitotsu! Maboroshi no Chitei Iseki Dattebayo (劇場版 NARUTO -ナルト- 大激突! 幻の地底遺跡だってばよ), Kinostart in Japan am 6. August 2005
Der zweite Naruto-Kinofilm spielte knapp 1,2 Milliarden Yen (ca. 8,6 Millionen Euro) ein und war in Japan sechs Wochen lang in den Kino-Top-Ten.
Deutscher Titel: Naruto – The Movie: Die Legende des Steins von Gelel, wurde am 15. Februar 2016 bei KSM Anime veröffentlicht. Ein zweibändiger Anime-Comic zum Film erschien bei Carlsen Manga auf Deutsch bereits im Juli und Oktober 2015.
- Gekijōban Naruto: Daikōfun! Mikazuki Shima no Animal Sōdō Dattebayo (劇場版 NARUTO -ナルト- 大興奮! みかづき島のアニマル騒動だってばよ!), Kinostart in Japan am 5. August 2006
Deutscher Titel: Naruto – The Movie: Die Hüter des Sichelmondreiches, wurde am 18. April 2016 bei KSM Anime veröffentlicht. Ein zweibändiger Anime-Comic zum Film erschien im März und Mai 2016 bei Carlsen Manga auf Deutsch.
- Gekijōban Naruto Shippūden (劇場版 NARUTO -ナルト- 疾風伝), Kinostart in Japan am 4. August 2007
Im Trailer zum Film wurde der Tod Narutos angekündigt, der jedoch nicht eintritt. Der Film spielte in Japan im Jahr 2007 11,3 Millionen Dollar ein und ist somit der sechst erfolgreichste Anime-Film des Jahres 2007.[28]
Deutscher Titel: Naruto Shippuden – The Movie, wurde am 20. Juni 2016 bei KSM Anime veröffentlicht.
- Gekijōban Naruto Shippūden: Kizuna (劇場版 NARUTO -ナルト- 疾風伝 絆), Kinostart in Japan am 2. August 2008
Der fünfte Film handelt von der Beziehung zwischen Naruto und Sasuke.[29]
Deutscher Titel: Naruto Shippuden – The Movie: Bonds, wurde am 8. August 2016 bei KSM Anime veröffentlicht.
- Gekijōban Naruto Shippūden: Hi no Ishi o Tsugumono (劇場版 NARUTO -ナルト- 疾風伝 火の意志を継ぐ者), Kinostart in Japan am 1. August 2009
Deutscher Titel: Naruto Shippuden – The Movie: Die Erben des Willens des Feuers, wurde am 17. Oktober 2016 bei KSM Anime veröffentlicht.
Dieser Titel ist fast identisch mit dem der 99. Episode der ersten Serie. In der deutschen Sprachfassung trägt diese Episode den Titel Der Erbe des Willens des Feuers.
- Gekijōban Naruto Shippūden: The Lost Tower (劇場版 NARUTO -ナルト- 疾風伝 ザ・ロストタワー), Kinostart in Japan am 31. Juli 2010
Deutscher Titel: Naruto Shippuden – The Movie: The Lost Tower, wurde am 10. April 2017 bei KSM Anime zusammen mit der Naruto-OVA Naruto, ein Genie und drei Wünsche veröffentlicht.
- Gekijōban Naruto: Blood Prison (劇場版 NARUTO -ナルト- ブラッド・プリズン), Kinostart in Japan am 30. Juli 2011
Deutscher Titel: Naruto Shippuden – The Movie: Blood Prison, wurde am 26. Juni 2017 bei KSM Anime zusammen mit der Naruto-OVA Flammende Chunin-Prüfung: Naruto gegen Konohamaru veröffentlicht.
- Gekijōban Naruto: Road to Ninja (劇場版 NARUTO-ナルト- ロード・トゥ・ニンジャ), Kinostart in Japan am 28. Juli 2012
Deutscher Titel: Road to Ninja: Naruto the Movie, wurde am 21. August 2017 bei KSM Anime veröffentlicht.
- The Last -Naruto the Movie- (ザラスト ‐ナルトザムービー‐), Kinostart in Japan am 6. Dezember 2014
Deutscher Titel: The Last: Naruto the Movie, lief ab dem 11. August 2016 in deutschen und österreichischen Kinos und wurde am 5. Dezember 2016 bei KSM Anime veröffentlicht.
- Boruto -Naruto the Movie- (ボルト ‐ナルト・ザ・ムービー‐), Kinostart in Japan am 7. August 2015
Deutscher Titel: Boruto: Naruto the Movie, lief ab dem 10. November 2016 in deutschen und österreichischen Kinos und wurde am 20. Februar 2017 bei KSM Anime veröffentlicht.

### Spiele

#### Konsolenspiele
Es existiert eine große Anzahl an Naruto-Konsolenspielen, unter anderem für Game Boy Advance, Nintendo DS, Nintendo GameCube, Nintendo Wii, PlayStation 2, PlayStation 3, Xbox 360 und PlayStation Portable. Die meisten davon sind Kampfspiele oder Mischungen aus Kampf- und Rollenspiel. Dabei wird in der Regel auf einen Zeitpunkt oder Situation der Handlung von Anime und Manga Bezug genommen und dieser entweder in vereinfachter Form vom Spieler nachgespielt oder eine Nebengeschichte dazu entwickelt. Üblicherweise sind sie auch ohne Kenntnis anderer Teile des Franchise spielbar. In vielen Spielen steht Naruto Uzumaki im Mittelpunkt. Oft besteht aber auch die Möglichkeit andere Figuren zu spielen, sodass der Spieler eine andere Perspektive auf die Welt von Naruto gewinnen kann. Größere Ergänzungen oder Alternativen zu dieser Welt bieten die Spiele jedoch nicht, sie orientieren sich sehr eng an den Vorlagen. Vor allem die Gekitō-Ninja-Taisen!-Reihe für den GameCube, die Narutimate-Hero-Spiele für PlayStation 2 und die „Ultimate Ninja Storm“-Serie sind in Japan populär.
Bisher sind in Deutschland die Titel Naruto: Ultimate Ninja am 17. November 2006 für PlayStation 2 und Naruto: Clash of the Ninja – European Version am 24. November 2006 für GameCube erschienen. Alle Titel sind Beat ’em ups und sich thematisch sehr ähnlich. Am 22. Mai 2007 kam in Deutschland Naruto Uzumaki Chronicles für PlayStation 2 heraus und am 17. Oktober erschien für die gleiche Konsole Naruto: Ultimate Ninja 2. Am 4. September 2008 brachte Atari Naruto: Ultimate Ninja 3 in Deutschland heraus. Des Weiteren erschienen Naruto Uzumaki Chronicles (2007) und Naruto Uzumaki Chronicles 2 (2008) in Deutschland. Für Nintendo Wii veröffentlichte Nintendo am 28. März 2008 Naruto: Clash of Ninja Revolution – European Version und am 13. Februar 2009 den Nachfolger Naruto – Clash of Ninja Revolution 2. Für Nintendo DS erschienen die Spiele Naruto: Ninja Council – European Version, Naruto: Ninja Destiny European Version und Naruto: Ninja Council 2 – European Version.
Atari veröffentlichte das Spiel Naruto: Ultimate Ninja Storm für die PlayStation 3 im November 2008 in Deutschland. Ubisoft veröffentlichte Naruto: Rise of a Ninja und Naruto: The Broken Bond für die Xbox 360. In diesen ist das Dorf Konoha, dem Manga originalgetreu, nachgebaut. Am 9. April 2010 kam Naruto Clash of the Ninja Revolution 3 – European Version heraus und am 15. Oktober folgte das Spiel Naruto Ultimate Ninja Storm 2 für Xbox 360 und PlayStation 3. In diesem Spiel wird die Geschichte des Mangas bis nach dem Angriff von Pain und Akatsuki nachvollzogen. Für die PlayStation Portable erschien die Ultimate Ninja Heroes Saga die aus 3 Teilen besteht. Teil 1 erschien am 14. September 2007, Teil 2 am 10. Juli 2008 und Teil 3 erschien am 10. Mai 2010. Ein Nebenspiel namens Naruto Shippuden: Legends: Akatsuki Rising wurde am 24. September 2009 veröffentlicht.
Am 15. Oktober 2010 wurde Naruto Shippuden: Ultimate Ninja Storm 2 für Xbox 360 und PlayStation 3 veröffentlicht. Es folgte das von CyberConnect 2 entwickelte Naruto Shippuden: Ultimate Ninja Storm Generations. Es erschien am 30. März 2012 in Europa, am 13. März 2012 in den USA und am 23. Februar 2012 in Japan. Die Handlung in den Spielen entspricht immer etwa dem aktuellen Stand der Animeserie, nicht jedoch der Mangareihe, die viel weiter ist. Am 5. bzw. 8. März 2013 folgte das bisher letzte Spiel, Naruto Shippuden: Ultimate Ninja Storm 3, in Nordamerika und Europa. Die japanische Erstveröffentlichung wird erst am 18. April stattfinden.

#### Sammelkartenspiel
Seit Mitte September 2006 ist das Naruto-Sammelkartenspiel auf Deutsch erhältlich und ist, im Gegensatz zur US-Fassung, für welche die Regeln und die Karten verändert wurden, eine direkte Umsetzung des japanischen Originals. Am 1. März 2008 veranstaltet die Firma Amigo die erste deutsche Meisterschaft des Naruto-Sammelkartenspiels in Berlin.

### Light Novel (Auswahl)
Die Light Novel Naruto: Unschuldiges Herz, blutroter Dämon von Masatoshi Kusakabe und Masashi Kishimoto erschien 2002 in Japan und 2008 auf Deutsch bei Carlsen Comics (ISBN 978-3-551-62011-8). Eine Zweite erschien 2003 in Japan. Weitere, ins Deutsche übersetzte Romane sind:
- Die Geschichte eines unbeugsamen Ninja. ISBN 978-3-551-76704-2.
- Blood Prison – Die Rückkehr des Helden. ISBN 978-3-551-76910-7.
- Der Tag des Wolfes. ISBN 978-3-551-76900-8.
- Dojunjo Ninden – Ein reines Herz. ISBN 978-3-551-76810-0.
- Itachi Shinden – Buch des strahlenden Lichts. ISBN 978-3-551-76358-7.
- Itachi Shinden – Buch der finsteren Nacht. ISBN 978-3-551-76359-4.
- Sasuke Shinden – Buch des Sonnenaufgangs. ISBN 978-3-551-76360-0.
- 2022: Jun Esaka: Naruto – Sasuke Retsuden: Herr und Frau Uchiha und der Sternenhimmel, Carlsen Verlag, ISBN 978-3-551-72728-2
- 2023: Jun Esaka: Naruto Retsuden: Naruto und seine besten Freunde, Carlsen Verlag, ISBN 978-3-551-72729-9

## Rezeption

### Kommerzieller Erfolg
Der Manga war in Japan sehr erfolgreich. Bis September 2014 wurden von den Bänden in Japan mehr als 130 Millionen Exemplare gedruckt und in 35 anderen Ländern zusätzlich noch weitere 75 Millionen Exemplare. Bereits im Februar 2012 war die Serie auf Platz vier der meistverkauften des Magazins Weekly Shōnen Jump, nach One Piece, Dragon Ball und Kochikame. Mit ihren 15 Jahren Laufzeit sticht sie, zusammen mit den genannten und einigen anderen, aus dem Gros der Magazin-Serien heraus, die meist wegen geringem Erfolg sehr schnell oder spätestens nach fünf oder sechs Jahren abgeschlossen werden. Auch die Animeserie gehört zu den sehr wenigen, die für viele Jahre laufen, während die meisten nach drei oder sechs Monaten beendet werden. In einer Umfrage von TV Asahi wurde Naruto von den Zuschauern in den Jahren 2005 und 2006 zur siebzehntbeliebtesten Animeserie gewählt.
International entwickelte sich die Serie zu einem der größten Manga-Erfolge nach 2000. Dabei ist hier die Reihenfolge, wie bei vielen Anime und Manga außerhalb Japans, eine andere als in Japan selbst: zunächst wurde die Animeserie erfolgreich ausgestrahlt. Danach folgte die Veröffentlichung des Mangas, die durch die bereits eingeführte Marke und die mehr Produkte fordernde Fanszene der Fernsehserie schnell auch ein Erfolg werden konnte. Die ersten sieben Bände der englischsprachigen Naruto-Fassung gehörten im Jahr 2005 zu den 15 meistverkauften Comics in den USA, die 2007 erschienenen Bände belegten die Plätze 10, 15 und 17. 2006 kam Naruto auch auf die Bestsellerliste von USA Today. In den Vereinigten Staaten gewann der 7. Band der Mangareihe zudem einen Quill Award. In Frankreich gehörte Naruto zum meistverkauften Manga im Jahr 2008. Die sechs in jenem Jahr herausgekommenen Bände verkauften sich je 220.000-mal. Ist in Japan One Piece die mit Abstand erfolgreichste Serie, so ist Naruto in westlichen Ländern meist beliebter und in Asien außerhalb Japans etwa ebenso populär.

### Kritiken und Analyse des Erfolgs
Die New York Times erwähnt die Serie in einem Artikel über Animes im amerikanischen Fernsehen und verweist auch im Titel Just Watch Out for the Fox Demon in the Ninjas Body auf Naruto. Die Serie sei mit anderen, wie Fullmetal Alchemist und Samurai Champloo, so gut wie die Realfilme zur besten Sendezeit und liefen im Nachtsprogrammplatz sehr gut. Naruto sei unter diesen Serien möglicherweise die eindrucksvollste, da hier von den typischen Stilelementen intensiv Gebrauch gemacht würde, diese sich aber dennoch der Handlung unterordnen. Es gäbe nicht nur Action, sondern auch Szenen der Reflexion und Gefühle. Der Reiz der Serie, so Jason Thompson, läge für die amerikanische Leser zwar in dessen japanischen Elementen, tatsächlich sei das Werk aber sehr westlich: lange Kampfszenen und Akteure mit superheldenartigen Kräften. Diese verdanken sie jedoch, anders als in westlichen Comics, harter Arbeit. Die Charaktere seien gut beschrieben und die ausgezeichneten Bilder schufen eine detaillierte, einfallsreiche Welt. Die Stimmung schwanke zwischen selbstbewusster Coolness und Melodramatik, die Handlung nehme ihre Themen aber stets ernst. Diese Ernsthaftigkeit ohne Ironie grenze die Serie auch von anderen, humoristischeren Serien wie One Piece ab. Die so geschaffene, in sich konsistente Welt von Selbstaufopferung, Heldentum und Drama sei besonders für ältere Jugendliche attraktiv. Helen McCarthy nennt die Serie eine für ihre Generation aufbereitete Version der klassischen Heldenreise. Die Geschichte des missverstandenen Waisen, der entgegen Vorurteilen und Feindseligkeit lernt Freundschaften zu knüpfen und seine eigenen Kräfte zu meistern, spreche viele junge Leser an. Alexander Zahlten ordnet die Serie ein in eine Reihe mit Pokémon, Yu-Gi-Oh! und anderen Werken, die den ewigen Kampf und die Selbstverbesserung und Vervollständigung zum Thema haben. Sie sprechen von den Möglichkeiten und Unmöglichkeiten von Verwandlungen sowie dem Begegnen mit und Überschreiten von Grenzen der Identität. Grund für den großen Erfolg der Serie ist laut der Anime Encyclopedia auch die konsequente Umsetzung des Shōnen-typischen Handlungskonzepts, das immer wieder Gelegenheit zur Einführung neuer Charaktere bietet. Mit der Zeit, so die Kritik von 2006, gerate die Serie jedoch zu einem Kampf gegen den „wöchentlichen Gegner“, um dem Publikum die geforderte Action zu bieten, wobei die übergreifende Handlung jedoch unter die Räder gerate. Dennoch sei die Serie eine der bestimmenden Kinderserien des beginnenden 21. Jahrhunderts.
Als Ursache für den außerhalb Japans vergleichsweise größeren Erfolg als im Ursprungsland vermutet Fujimoto Yukari die fantastische, japanisch inspirierte Welt, die ohne realistische Darstellung von Ninjas oder Japans bleibt. Naruto sei eine „hyperninja“-Geschichte mit einem blonden, blauäugigen Protagonisten, deren Anziehungskraft aus einem exotischen Orientalismus rühre. Auch die Vermittlung der Bedeutung von Teamwork und der Wissensweitergabe von der älteren Generation sowie die Thematisierung von Minderwertigkeitskomplexen und deren Überwindung im Sinne eines Bildungsromans trage zur Identifikation der Leser und damit zur Popularität bei. Im Thema des Bewahrens der überlieferten Ordnung und dem Respekt der älteren Generation sieht Fujimoto Yukari sehr konservative Elemente der Serie. Auch das Frauenbild beschreibt sie als konservativ und rückständig. So treten Frauen nicht als den Männern ebenbürtige Kämpfer auf und beschäftigen sich meist mit ihren Liebesinteressen statt dem Training. Auch als in der zweiten Hälfte des Werks Frauen stärkere Rollen übernehmen, was Fujimoto Yukari auch auf die Heirat Kishimotos zurückführt, so sind sie dann Heiler und Helfer, selten aktive und gleichrangige Kämpfer. Diese Teilung der Aufgaben erscheine in der Serie als zwangsläufige Folge natürlicher, grundsätzlicher Unterschiede der Fähigkeiten von Männern und Frauen. Im Ergebnis seien die weiblichen Charaktere meist einfach gestrickt, nervig, überflüssig und daher wenig zur Identifikation geeignet. Darin begründet sieht sie die vergleichsweise geringe Popularität von Naruto bei weiblichen Lesern. Viele zur gleichen Zeit erschienene Mangas zeigten ein deutlich differenzierteres Frauenbild mit starken weiblichen Charakteren, nicht selten Vorbildern oder erfolgreichen Rivalen der männlichen Protagonisten. Jason Thompson nennt Naruto den „Manga, der Ninjas wieder cool gemacht hat“. Nach den ernsthaften und düsteren Ninja-Serien der 1960er und 1970er Jahre sei das Thema ab den 1980ern immer mehr nur Gegenstand von Komödien und Parodien sowie insgesamt aus der Mode gekommen. Kishimoto habe das Genre von vielen Klischees befreit und in eine Fantasy-Welt versetzt, ihm so neues Leben eingehaucht.
Die Zeitschrift MangasZene schreibt, die Geschichte entwickle sich durch die vielen, andauernden Kämpfe nur langsam. Die Serie überzeuge aber durch die angesprochenen Themen und ihren Humor und die Kämpfe seien immer sinnvoller Teil der Handlung. Die Dialoge seien „treffsicher und witzig“, schlechte Sprüche während der Kämpfe spare sich Kishimoto. Die Charaktere böten alle eigene Schwächen und der Leser könne sich gut in sie hineinversetzen. Der Zeichenstil Kishimotos mit seinem „feinen Strich“ setze sich deutlich von dem anderer Zeichner ab und entwickle sich im Laufe der Serie noch weiter. Zwar gehe unter den „exzessiv genutzten Speedlines […] manchmal der Hintergrund verloren“, dies werde aber durch detaillierte Splashpages und zumindest ein ausgearbeitetes Panel pro Seite ausgeglichen. An der Veränderung der Gesichtszüge der Charaktere lasse sich deren Älterwerden ablesen. Insgesamt biete Kishimoto durch Stil und Erzählweise eine „bis ins Detail ausgearbeitete Welt“, die zwar nicht tiefsinnig sei, aber „gut gemachter Abenteuerspaß, kompetent und liebevoll erzählt“. Die AnimaniA nennt den Manga „eine Kombination von Action, Komödie und einfühlsamen Szenen“. Die Vielfalt der Charaktere sei beeindruckend und die Serie für kurzweilige Unterhaltung wärmstens zu empfehlen. Die Geschichten seien witzig, spannend und einfallsreich, die Charaktere liebenswert und mit gutem Gespür weiterentwickelt. Der Stil überzeuge mit klarer Linienführung, sorgfältig ausgearbeiteten Protagonisten und unkonventionellen Blickwinkeln. Humorvolle Szenen werden durch den Einsatz von Super-Deformed-Stil unterstützt, Kampfszenen sind dynamisch und „durchaus blutig“ gehalten. In den vielen Jahren des Erscheinens habe die Serie nicht an Anziehungskraft verloren, sondern durch die Weiterentwicklung und einen höheren Anspruch noch gewonnen.
Die Animeserie wurde im Jahr 2007 nach einer Abstimmung der Leser mit einem AnimaniA-Award für die beste TV-Serie bedacht. In Deutschland hatte die Ausstrahlung der Animeserie bei RTL II nicht den erhofften und mit Dragon Ball oder Pokémon erreichten Erfolg. Die Quoten waren für RTL II ein Anzeichen, dass der „Anime Boom“ schlicht vorbei sei. Laut MangasZene zögen sich die Kämpfe im Anime noch mehr in die Länge als in der Vorlage, um diese nicht zu überholen. Die zum gleichen Zweck eingesetzten Füllerfolgen mögen manchen Fan stören, böten aber „abwechslungsreiche und unterhaltsame Geschichten […] für zwischendurch“. Der Soundtrack sei originell und passend eingesetzt und die japanische Synchronisation ebenso passend gewählt. Die Animationsqualität sei zunächst etwas schwach, verbessere sich aber im Laufe der Serie. Der „rasante Anime“, so die AnimaniA, bietet gut „inszenierte Kampfszenen und Humor“, die mit Super-Deformed-Stil und Einfallsreichtum den Zuschauer „in die manchmal lustige, manchmal ernsthafte Fantasy-Welt der Ninjas“ entführen. Der Anime sei in der sehr werktreuen Adaption von Dramaturgie, Stil und Charakteren gut gelungen. Die Animationen seien „zumeist flüssig“ und trotz der Verwendung von Standbildern wirkten die Kampfszenen dynamisch und sorgfältig inszeniert. Die Originalfassung verschweige auch nicht, dass in den Kämpfen Blut vergossen werde, ohne dabei die „Grenzen der Vorabendunterhaltung“ zu überschreiten. Die „stimmungsvollen und sorgfältig ausgearbeiteten Settings“ und „farbenreichen und detaillierten Hintergründe“ bewegten sich „auf überdurchschnittlichem Niveau“. Der Soundtrack wird als „angenehm unauffällig“ beschrieben und unterstreiche Spannungsaufbau und Emotionen. Die deutsche Synchronisation sei in den humoristischen Szenen gelungen, die nachdenklichen Untertöne würden dagegen oftmals verfehlt. Die bearbeitete deutsche Fassung könne den Ansprüchen der Manga-Vorlage und der Fans nicht gerecht werden.

### Leserschaft und Fanszene
Zur Zielleserschaft des Magazins und der Taschenbuchausgabe in Japan zählen zunächst männliche Leser zwischen 10 und 15 Jahren. Die tatsächliche Leserschaft geht jedoch darüber hinaus, auch ihre Anzahl ist weit größer als die Verkaufszahlen, da die Magazine wie auch die Sammelbände häufig von mehreren gelesen werden und Leseexemplare in Läden und Gaststätten ausliegen. Die Leserschaft des Magazins ist demografisch stark gemischt. Etwa die Hälfte ist älter als die Zielgruppe und ein Fünftel weiblich. Die Leser der Serie werden über die Verkäufe der Sammelbände mit in der Zielgruppe etwa einem Drittel weiblich und über die Hälfte älter als 18 Jahre eingeschätzt. Der Anteil weiblicher Leser ist im Vergleich zu anderen, ähnlich erfolgreichen Serien unterdurchschnittlich. Insbesondere die weiblichen Charaktere der Serie sind unter Fans unbeliebt, sowohl im Vergleich zu den männlichen Figuren als auch weiblichen Protagonisten anderer Serien. Zu Naruto entstanden sehr schnell viele Fanproduktionen. Bereits eineinhalb Jahre nach Start des Mangas gab es auf der größten japanischen Fancomicmesse Comiket 900 Fangruppen, die Werke zu Naruto anboten. Über die Zeit sank diese Zahl bis auf 244 im Winter 2011. An Fanfictions entstanden beispielsweise auf der größten Online-Plattform fanfiction.net bis März 2012 fast 300.000 Werke, darunter 235.000 in Englisch. Die meisten der Geschichten sind kurz, nur wenige erreichen Romanlänge. Insbesondere bei Fanfictions werden die Fanwerke von Kommentaren und Diskussionen begleitet, die gemeinsam einen umfangreichen Korpus von Fantexten bzw. Metatexten zu Naruto bilden. Auf der deutschen Plattform Fanfiktion.de wurden bis 2014 fast 25.000 Einträge zu Naruto veröffentlicht, weit mehr als zu jeder anderen Anime- oder Mangaserie.
Trotz der vergleichsweise geringen Zahl weiblicher Leser ist unter den Fans der Serie eine ungewöhnlich große weibliche Fanszene aktiv, die Yaoi-Dōjinshi und ähnliche Fanwerke produziert. Diese behandeln homoerotische Paare der männlichen Protagonisten und richten sich an ein weibliches Publikum. Yukari Fujimoto erklärt dies daraus, dass die weiblichen Protagonisten sich wenig zur Identifikation eignen, sondern eher stören. Daher nehme der Anteil derjenigen Leserinnen zu, die eine alternative Lesung der Geschichte wählen und in Fankreisen Geschichten über Beziehungen zwischen den männlichen Charakteren erfinden. Dabei ist diese Szene, trotz nicht einmal halb so großer weiblicher Leserschaft wie One Piece, deutlich größer als bei der Vergleichsserie. Das beliebteste Paar, so eine Auswertung der langjährigen Angebote auf der Comiket, sei Kakashi × Iruka. Die Hauptfiguren Sasuke × Naruto bzw. etwas weniger aber zunehmend populär Naruto × Sasuke lägen deutlich dahinter. Yukari Fujimoto sieht den Grund für die Bevorzugung der erwachsenen Generation der Figuren vor allem im Altersdurchschnitt der betreffenden Szene von Anfang 30. Neben der eher weiblich dominierten älteren Fanszene bestehen weitere „Fraktionen“. So untersuchten Jessica Bauwens-Sugimoto und Nora Renka die jüngere männliche Fanszene, insbesondere erotische oder pornografische Fanfictions des Harem-Genres. Sie stellen dabei fest, dass diese Gruppe von Ablehnung der etablierten älteren Fans, Ablehnung von Yaoi bis zu Homophobie sowie gewalthaltiger und sexualisierter Sprache auch in den Autoren- und Leserkommentaren geprägt ist, wie es in der älteren Fanszene nicht akzeptiert würde. Eine gerade in den Harem-Geschichten beliebte Figur ist Naruto Uzumaki, mit dem sich die Autoren stark identifizieren. Dessen Charakter weicht jedoch bei Fortschreiten der Geschichte oft immer stärker von der Vorlage ab, wobei einer Mary Sue gleich Idealvorstellungen der Autoren hineinprojiziert werden. Die zunehmend großen Abweichungen zum Originaltext haben Geschichten aus dieser Szene mit Yaoi-Geschichten gemein.